# Плей-офф Кубка Регионов 2015
Плей-офф Кубка Регионов 2015 4-й по счету плей-офф Первенства МХЛ стартует сразу же после окончания регулярного чемпионата Первенства МХЛ 8 марта и закончится 25 апреля 2014 года. В плей-офф выходят 16 команд — по 8 лучших клубов от конференций. Главный трофей лиги — Кубок Регионов — выиграла «Россошь» из Воронежской области, обыграв в финале учалинский «Горняк».

## Формат плей-офф
Всего в плей-офф участвует 16 команд, по 8 от каждой конференции. Матчи 1/8 и 1/4 финала плей-офф проходят в своих конференциях. Для каждой стадии плей- офф пары формируются по принципу: команда занявшая более высокое место играет с командой занявшей более низкое место.
Для серии матчей 1/2 финала плей-офф пары команд-участниц определяются по следующему принципу:
а) команда конференции «Запад», занявшая более высокое место, играет с командой конференции «Восток», занявшей более низкое место. Вторую пару составляют две другие команды-участницы;
б) победители серий 1/2 финала разыграют между собой звание Победителя Первенства
МХЛ DATSUN — обладателя Кубка Регионов.
В случае, если в финале встречаются команды, занявшие на первом этапе Первенства одинаковые места в конференциях, преимущество своей площадки получает команда, имеющая лучший показатель соотношения количества набранных очков к общему количеству сыгранных матчей на первом этапе. В случае равенства этого показателя, окончательное положение команд будет определено жеребьевкой.

## Положение команд

### Восточная конференция
1. Горняк — чемпион Восточной конференции
2. Мечел
3. Батыр
4. Юниор-Спутник
5. Алтайские Беркуты
6. Молот
7. Спутник Альм
8. Красноярские Рыси

### Западная конференция
1. Россошь — чемпион Западной конференции
2. Дмитров
3. Локо-Юниор
4. Зеленоград
5. Жальгирис
6. Ракета
7. СКА-Варяги
8. Брянск

## Сетка
|  | Четвертьфиналы конференций | Четвертьфиналы конференций | Четвертьфиналы конференций |   |               | Полуфиналы конференций | Полуфиналы конференций | Полуфиналы конференций |  |   | Финалы конференций (перепосев) | Финалы конференций (перепосев) | Финалы конференций (перепосев) |  |   | Финал   | Финал | Финал |
|  |                            |                            |                            |   |               |                        |                        |                        |  |   |                                |                                |                                |  |   |         |       |       |
|  | 1                          | Россошь                    | 3                          |   |               |                        |                        |                        |  |   |                                |                                |                                |  |   |         |       |       |
|  | 8                          | Брянск                     | 1                          |   |               |                        |                        |                        |  |   |                                |                                |                                |  |   |         |       |       |
|  | 8                          | Брянск                     | 1                          |   | 1             | Россошь                | 3                      |                        |  |   |                                |                                |                                |  |   |         |       |       |
|  |                            |                            |                            |   | 1             | Россошь                | 3                      |                        |  |   |                                |                                |                                |  |   |         |       |       |
|  |                            | 7                          | СКА-Варяги                 | 1 |               |                        |                        |                        |  |   |                                |                                |                                |  |   |         |       |       |
|  | 2                          | 7                          | СКА-Варяги                 | 1 | Дмитров       | 1                      |                        |                        |  |   |                                |                                |                                |  |   |         |       |       |
|  | 2                          |                            |                            |   | Дмитров       | 1                      |                        |                        |  |   |                                |                                |                                |  |   |         |       |       |
|  | 7                          | СКА-Варяги                 | 3                          |   |               |                        |                        |                        |  |   |                                |                                |                                |  |   |         |       |       |
|  | 7                          | СКА-Варяги                 | 3                          |   |               |                        |                        |                        |  | 1 | Россошь                        | 3                              |                                |  |   |         |       |       |
|  |                            |                            |                            |   |               |                        |                        |                        |  | 1 | Россошь                        | 3                              |                                |  |   |         |       |       |
|  |                            | 3                          | Батыр                      | 1 |               |                        |                        |                        |  |   |                                |                                |                                |  |   |         |       |       |
|  | 2                          | 3                          | Батыр                      | 1 | Мечел         | 3                      |                        |                        |  |   |                                |                                |                                |  |   |         |       |       |
|  | 2                          |                            |                            |   | Мечел         | 3                      |                        |                        |  |   |                                |                                |                                |  |   |         |       |       |
|  | 7                          | Спутник                    | 1                          |   |               |                        |                        |                        |  |   |                                |                                |                                |  |   |         |       |       |
|  | 7                          | Спутник                    | 1                          |   | 2             | Мечел                  | 1                      |                        |  |   |                                |                                |                                |  |   |         |       |       |
|  |                            |                            |                            |   | 2             | Мечел                  | 1                      |                        |  |   |                                |                                |                                |  |   |         |       |       |
|  |                            | 3                          | Батыр                      | 3 |               |                        |                        |                        |  |   |                                |                                |                                |  |   |         |       |       |
|  | 3                          | 3                          | Батыр                      | 3 | Батыр         | 3                      |                        |                        |  |   |                                |                                |                                |  |   |         |       |       |
|  | 3                          |                            |                            |   | Батыр         | 3                      |                        |                        |  |   |                                |                                |                                |  |   |         |       |       |
|  | 6                          | Молот                      | 0                          |   |               |                        |                        |                        |  |   |                                |                                |                                |  |   |         |       |       |
|  | 6                          | Молот                      | 0                          |   |               |                        |                        |                        |  |   |                                |                                |                                |  | 1 | Россошь | 3     |       |
|  |                            |                            |                            |   |               |                        |                        |                        |  |   |                                |                                |                                |  | 1 | Россошь | 3     |       |
|  |                            | 1                          | Горняк                     | 2 |               |                        |                        |                        |  |   |                                |                                |                                |  |   |         |       |       |
|  | 1                          | 1                          | Горняк                     | 2 | Горняк        | 3                      |                        |                        |  |   |                                |                                |                                |  |   |         |       |       |
|  | 1                          |                            |                            |   | Горняк        | 3                      |                        |                        |  |   |                                |                                |                                |  |   |         |       |       |
|  | 8                          | Красноярские Рыси          | 1                          |   |               |                        |                        |                        |  |   |                                |                                |                                |  |   |         |       |       |
|  | 8                          | Красноярские Рыси          | 1                          |   | 1             | Горняк                 | 3                      |                        |  |   |                                |                                |                                |  |   |         |       |       |
|  |                            |                            |                            |   | 1             | Горняк                 | 3                      |                        |  |   |                                |                                |                                |  |   |         |       |       |
|  |                            | 4                          | Юниор-Спутник              | 0 |               |                        |                        |                        |  |   |                                |                                |                                |  |   |         |       |       |
|  | 4                          | 4                          | Юниор-Спутник              | 0 | Юниор-Спутник | 3                      |                        |                        |  |   |                                |                                |                                |  |   |         |       |       |
|  | 4                          |                            |                            |   | Юниор-Спутник | 3                      |                        |                        |  |   |                                |                                |                                |  |   |         |       |       |
|  | 5                          | Алтайские Беркуты          | 1                          |   |               |                        |                        |                        |  |   |                                |                                |                                |  |   |         |       |       |
|  | 5                          | Алтайские Беркуты          | 1                          |   |               |                        |                        |                        |  | 1 | Горняк                         | 3                              |                                |  |   |         |       |       |
|  |                            |                            |                            |   |               |                        |                        |                        |  | 1 | Горняк                         | 3                              |                                |  |   |         |       |       |
|  |                            | 4                          | Зеленоград                 | 1 |               |                        |                        |                        |  |   |                                |                                |                                |  |   |         |       |       |
|  | 3                          | 4                          | Зеленоград                 | 1 | Локо-Юниор    | 3                      |                        |                        |  |   |                                |                                |                                |  |   |         |       |       |
|  | 3                          |                            |                            |   | Локо-Юниор    | 3                      |                        |                        |  |   |                                |                                |                                |  |   |         |       |       |
|  | 6                          | Ракета                     | 0                          |   |               |                        |                        |                        |  |   |                                |                                |                                |  |   |         |       |       |
|  | 6                          | Ракета                     | 0                          |   | 3             | Локо-Юниор             | 2                      |                        |  |   |                                |                                |                                |  |   |         |       |       |
|  |                            |                            |                            |   | 3             | Локо-Юниор             | 2                      |                        |  |   |                                |                                |                                |  |   |         |       |       |
|  |                            | 4                          | Зеленоград                 | 3 |               |                        |                        |                        |  |   |                                |                                |                                |  |   |         |       |       |
|  | 4                          | 4                          | Зеленоград                 | 3 | Зеленоград    | 3                      |                        |                        |  |   |                                |                                |                                |  |   |         |       |       |
|  | 4                          |                            |                            |   | Зеленоград    | 3                      |                        |                        |  |   |                                |                                |                                |  |   |         |       |       |
|  | 5                          | Жальгирис                  | 0                          |   |               |                        |                        |                        |  |   |                                |                                |                                |  |   |         |       |       |

## Четвертьфиналы конференций

### Восточная конференция
Везде указано московское время
Красноярский клуб возвращается в плей-офф после годичного перерыва и перед ними будет стоять более чем серьезная задача – обыграть победителя конференции. Всегда амбициозный «Горняк» уверенно победил на Востоке, опередив «Мечел» на восемь очков.
| 8 марта 2015 11:00 | Красноярские Рыси | 4:3 (3:0, 1:2, 0:1) | Горняк | МСК «Арена Север», Красноярск Зрителей: 750 |

| Отчёт | Отчёт                                     | Отчёт | Отчёт                        | Отчёт                                                                                    |
| --- | ----------------------------------------- | --- | ---------------------------- | ---------------------------------------------------------------------------------------- |
| |                                           | |                              |                                                                                          |
| | Илья Кривич                               | Вратари | Артур Гайдуллин Иван Рогалёв | Судьи: Станислав Батурин Михаил Москалев Линейные судьи: Александр Ячменёв Павел Луговик |
| | Голы:                                     | |                              | Судьи: Станислав Батурин Михаил Москалев Линейные судьи: Александр Ячменёв Павел Луговик |
| Никита Клещенко (Никита Медведев, Илья Захаров) (бол.) 08:34 Никита Клещенко (Никита Медведев, Илья Захаров) (бол.) 10:00 Никита Медведев (Леонид Джилов, Илья Захаров) 17:12 Илья Скворцов (мен.) 25:39 | 1 — 0 2 — 0 3 — 0 3 — 1 4 — 1 4 — 2 4 — 3 | 21:47 Сергей Сурин (Анатолий Наговицын) (бол.) 31:10 Никита Сафронов (Егор Озолин) (бол.) 51:26 Максим Бабинчук (Антон Кошелев, Рафаэль Мухаметзянов) |                              | Судьи: Станислав Батурин Михаил Москалев Линейные судьи: Александр Ячменёв Павел Луговик |
| |                                           | |                              | Судьи: Станислав Батурин Михаил Москалев Линейные судьи: Александр Ячменёв Павел Луговик |
| |                                           | |                              | Судьи: Станислав Батурин Михаил Москалев Линейные судьи: Александр Ячменёв Павел Луговик |
| |                                           | |                              | Судьи: Станислав Батурин Михаил Москалев Линейные судьи: Александр Ячменёв Павел Луговик |
| 17 мин | Штраф                                     | 35 мин |                              | Судьи: Станислав Батурин Михаил Москалев Линейные судьи: Александр Ячменёв Павел Луговик |
| |                                           | |                              |                                                                                          |
| | 33                                        | Броски | 8                            |                                                                                          |

| 9 марта 2015 11:00 | Красноярские Рыси | 3 : 6 (1:1, 2:4, 0:1) | Горняк | МСК «Арена Север», Красноярск Зрителей: 850 |

| Отчёт | Отчёт                                                 | Отчёт | Отчёт           | Отчёт                                                                                  |
| --- | ----------------------------------------------------- | --- | --------------- | -------------------------------------------------------------------------------------- |
| |                                                       | |                 |                                                                                        |
| | Илья Кривич Павел Быков                               | Вратари | Артур Гайдуллин | Судьи: Станислав Батурин Михаил Москалев Линейные судьи: Дмитрий Альберг Олег Вискунов |
| | Голы:                                                 | |                 | Судьи: Станислав Батурин Михаил Москалев Линейные судьи: Дмитрий Альберг Олег Вискунов |
| Илья Захаров (Леонид Джилов, Никита Медведев) 12:15 Олег Портнов (Андрей Репьях) (бол.) 34:03 Николай Иванов (Никита Медведев) (бол.) 36:10 | 1 — 0 1 — 1 1 — 2 1 — 3 1 — 4 2 — 4 2 — 5 3 — 5 3 — 6 | 19:21 Евгений Смирнов (Никита Сафронов) 20:27 Дмитрий Антонов (Евгений Смирнов, Никита Сафронов) 21:05 Анатолий Наговицын (Виталий Буряк) 22:33 Дмитрий Цапаев (Егор Озолин) (бол.) 35:09 Дмитрий Антонов (Егор Озолин, Никита Сафронов) (бол.) 49:37 Сергей Сурин (Андрей Банников) (бол.) |                 | Судьи: Станислав Батурин Михаил Москалев Линейные судьи: Дмитрий Альберг Олег Вискунов |
| |                                                       | |                 | Судьи: Станислав Батурин Михаил Москалев Линейные судьи: Дмитрий Альберг Олег Вискунов |
| |                                                       | |                 | Судьи: Станислав Батурин Михаил Москалев Линейные судьи: Дмитрий Альберг Олег Вискунов |
| |                                                       | |                 | Судьи: Станислав Батурин Михаил Москалев Линейные судьи: Дмитрий Альберг Олег Вискунов |
| 41 мин | Штраф                                                 | 45 мин |                 | Судьи: Станислав Батурин Михаил Москалев Линейные судьи: Дмитрий Альберг Олег Вискунов |
| |                                                       | |                 |                                                                                        |
| | 21                                                    | Броски | 29              |                                                                                        |

| 12 марта 2015 16:30 | Горняк | 9 : 1 (2:0, 4:1, 3:0) | Красноярские Рыси | Ледовая Арена «Горняк», Учалы Зрителей: 854 |

| Отчёт | Отчёт                                                       | Отчёт                 | Отчёт                   | Отчёт                                                                              |
| --- | ----------------------------------------------------------- | --------------------- | ----------------------- | ---------------------------------------------------------------------------------- |
| |                                                             |                       |                         |                                                                                    |
| | Артур Гайдуллин Иван Рогалёв                                | Вратари               | Илья Кривич Павел Быков | Судьи: Дмитрий Мальцев Антон Кислов Линейные судьи: Дмитрий Дроздов Юрий Балмашнов |
| | Голы:                                                       |                       |                         | Судьи: Дмитрий Мальцев Антон Кислов Линейные судьи: Дмитрий Дроздов Юрий Балмашнов |
| Артур Хасанов (Денис Файрушин) 6:32 Евгений Смирнов (Дмитрий Антонов) 18:03 Шамиль Фаттахов (Сергей Сурин, Анатолий Наговицын) 28:25 Никита Сафронов (Александр Долгушев) 29:03 Сергей Сурин (Анатолий Наговицын, Шамиль Фаттахов) 34:19 Евгений Смирнов (Дмитрий Антонов, Никита Сафронов) 34:45 Никита Сафронов (Антон Филимонов, Дмитрий Антонов) 44:13 Шамиль Фаттахов (Сергей Сурин, Анатолий Наговицын) 44:53 Егор Шалапов (Антон Кошелев) 46:31 | 1 — 0 2 — 0 3 — 0 4 — 0 5 — 0 6 — 0 6 — 1 7 — 1 8 — 1 9 — 1 | 37:23 Никита Медведев |                         | Судьи: Дмитрий Мальцев Антон Кислов Линейные судьи: Дмитрий Дроздов Юрий Балмашнов |
| |                                                             |                       |                         | Судьи: Дмитрий Мальцев Антон Кислов Линейные судьи: Дмитрий Дроздов Юрий Балмашнов |
| |                                                             |                       |                         | Судьи: Дмитрий Мальцев Антон Кислов Линейные судьи: Дмитрий Дроздов Юрий Балмашнов |
| |                                                             |                       |                         | Судьи: Дмитрий Мальцев Антон Кислов Линейные судьи: Дмитрий Дроздов Юрий Балмашнов |
| 32 мин | Штраф                                                       | 12 мин                |                         | Судьи: Дмитрий Мальцев Антон Кислов Линейные судьи: Дмитрий Дроздов Юрий Балмашнов |
| |                                                             |                       |                         |                                                                                    |
| | 41                                                          | Броски                | 18                      |                                                                                    |

| 13 марта 2015 16:30 | Горняк | 9 : 1 (3:0, 3:1, 3:0) | Красноярские Рыси | Ледовая Арена «Горняк», Учалы Зрителей: 675 |

| Отчёт | Отчёт                                                       | Отчёт              | Отчёт       | Отчёт                                                                              |
| --- | ----------------------------------------------------------- | ------------------ | ----------- | ---------------------------------------------------------------------------------- |
| |                                                             |                    |             |                                                                                    |
| | Артур Гайдуллин Иван Рогалёв                                | Вратари            | Павел Быков | Судьи: Дмитрий Мальцев Антон Кислов Линейные судьи: Дмитрий Дроздов Юрий Балмашнов |
| | Голы:                                                       |                    |             | Судьи: Дмитрий Мальцев Антон Кислов Линейные судьи: Дмитрий Дроздов Юрий Балмашнов |
| Дмитрий Антонов 4:39 Артур Хасанов (Сергей Сурин) (мен.) 12:14 Никита Сафронов (Дмитрий Антонов, Максим Бабинчук) 13:27 Сергей Сурин (Анатолий Наговицын) (бол.) 26:02 Анатолий Наговицын (Сергей Сурин, Алексей Нечкин) 33:10 Никита Сафронов (мен.) 39:58 Сергей Сурин (Анатолий Наговицын) 49:41 Рафаэль Мухаметзянов (Сергей Сурин) 53:17 Денис Файрушин (Алексей Нечкин, Денис Муратов) 55:20 | 1 — 0 2 — 0 3 — 0 4 — 0 5 — 0 5 — 1 6 — 1 7 — 1 8 — 1 9 — 1 | 36:15 Олег Портнов |             | Судьи: Дмитрий Мальцев Антон Кислов Линейные судьи: Дмитрий Дроздов Юрий Балмашнов |
| |                                                             |                    |             | Судьи: Дмитрий Мальцев Антон Кислов Линейные судьи: Дмитрий Дроздов Юрий Балмашнов |
| |                                                             |                    |             | Судьи: Дмитрий Мальцев Антон Кислов Линейные судьи: Дмитрий Дроздов Юрий Балмашнов |
| |                                                             |                    |             | Судьи: Дмитрий Мальцев Антон Кислов Линейные судьи: Дмитрий Дроздов Юрий Балмашнов |
| 14 мин | Штраф                                                       | 14 мин             |             | Судьи: Дмитрий Мальцев Антон Кислов Линейные судьи: Дмитрий Дроздов Юрий Балмашнов |
| |                                                             |                    |             |                                                                                    |
| | 47                                                          | Броски             | 26          |                                                                                    |

Битва полуфиналистов прошлого сезона. В минувшем розыгрыше челябинцам удался хороший забег в плей-офф, они уступили только в полуфинале «Локо-Юниору». Что касается альметьевской команды, то она в своем полуфинале проиграла будущему чемпиону – «Беркутам Кубани».
| 8 марта 2015 13:00 | Спутник Альм | 3 : 4 (0:1, 1:3, 2:0) | Мечел | ДС «Юбилейный», Альметьевск Зрителей: 187 |

| Отчёт                                                                                               | Отчёт                                     | Отчёт | Отчёт           | Отчёт                                                                                    |
| --------------------------------------------------------------------------------------------------- | ----------------------------------------- | --- | --------------- | ---------------------------------------------------------------------------------------- |
| |                                           | |                 |                                                                                          |
| | Артур Мисбахов                            | Вратари | Никита Лысенков | Судьи: Роман Тренкачев Сергей Макашов Линейные судьи: Евгений Стерляхин Григорий Рыжиков |
| | Голы:                                     | |                 | Судьи: Роман Тренкачев Сергей Макашов Линейные судьи: Евгений Стерляхин Григорий Рыжиков |
| Кирилл Ковров 34:12 Роман Саттаров (Ильнар Динмухаметов) 45:29 Роман Ермаков (Роман Саттаров) 53:22 | 0 — 1 0 — 2 0 — 3 1 — 3 1 — 4 2 — 4 3 — 4 | 10:47 Михаил Коновалов (Леонид Шалышейский) 22:08 Алексей Лучевников (Дмитрий Исмагилов) (бол.) 27:40 Радик Фахриев (мен.) 37:59 Иван Краснопёров (Михаил Коновалов) (бол.) |                 | Судьи: Роман Тренкачев Сергей Макашов Линейные судьи: Евгений Стерляхин Григорий Рыжиков |
| |                                           | |                 | Судьи: Роман Тренкачев Сергей Макашов Линейные судьи: Евгений Стерляхин Григорий Рыжиков |
| |                                           | |                 | Судьи: Роман Тренкачев Сергей Макашов Линейные судьи: Евгений Стерляхин Григорий Рыжиков |
| |                                           | |                 | Судьи: Роман Тренкачев Сергей Макашов Линейные судьи: Евгений Стерляхин Григорий Рыжиков |
| 18 мин                                                                                              | Штраф                                     | 18 мин |                 | Судьи: Роман Тренкачев Сергей Макашов Линейные судьи: Евгений Стерляхин Григорий Рыжиков |
| |                                           | |                 |                                                                                          |
| | 46                                        | Броски | 40              |                                                                                          |

| 9 марта 2015 13:00 | Спутник Альм | 6 : 4 (2:1, 1:1, 3:2) | Мечел | ДС «Юбилейный», Альметьевск Зрителей: 239 |

| Отчёт | Отчёт                                                       | Отчёт | Отчёт                           | Отчёт                                                                                |
| --- | ----------------------------------------------------------- | --- | ------------------------------- | ------------------------------------------------------------------------------------ |
| |                                                             | |                                 |                                                                                      |
| | Артур Мисбахов                                              | Вратари | Никита Лысенков Алексей Киселёв | Судьи: Роман Тренкачев Сергей Макашов Линейные судьи: Артём Савенков Максим Прохоров |
| | Голы:                                                       | |                                 | Судьи: Роман Тренкачев Сергей Макашов Линейные судьи: Артём Савенков Максим Прохоров |
| Ильнар Динмухаметов (Тимур Сафин, Владислав Волков) 00:28 Ильнар Динмухаметов (Владислав Волков, Роман Саттаров) 09:08 Адель Фасхутдинов (Эдгар Фахрутдинов, Даниил Орехин) 25:19 Адель Фасхутдинов (Эдгар Фахрутдинов) 44:29 Олег Макеев (Айваз Идиатуллин) 45:10 Эдгар Фахрутдинов (Булат Кадиров) (бол.) 59:49 | 1 — 0 2 — 0 2 — 1 3 — 1 3 — 2 4 — 2 5 — 2 5 — 3 5 — 4 6 — 4 | 12:33 Андрей Белозёров (Максим Капитуров, Александр Меньщиков) 36:06 Андрей Виноградов (Максим Капитуров) 49:35 Дмитрий Исмагилов (бол.) 57:33 Максим Капитуров |                                 | Судьи: Роман Тренкачев Сергей Макашов Линейные судьи: Артём Савенков Максим Прохоров |
| |                                                             | |                                 | Судьи: Роман Тренкачев Сергей Макашов Линейные судьи: Артём Савенков Максим Прохоров |
| |                                                             | |                                 | Судьи: Роман Тренкачев Сергей Макашов Линейные судьи: Артём Савенков Максим Прохоров |
| |                                                             | |                                 | Судьи: Роман Тренкачев Сергей Макашов Линейные судьи: Артём Савенков Максим Прохоров |
| 24 мин | Штраф                                                       | 16 мин |                                 | Судьи: Роман Тренкачев Сергей Макашов Линейные судьи: Артём Савенков Максим Прохоров |
| |                                                             | |                                 |                                                                                      |
| | 47                                                          | Броски | 41                              |                                                                                      |

| 12 марта 2015 16:30 | Мечел | 3 : 2 (0:0, 0:0, 3:2) | Спутник Альм | ЛДС «Мечел», Челябинск Зрителей: 385 |

| Отчёт | Отчёт                         | Отчёт                                                                               | Отчёт          | Отчёт                                                                                    |
| --- | ----------------------------- | ----------------------------------------------------------------------------------- | -------------- | ---------------------------------------------------------------------------------------- |
| |                               |                                                                                     |                |                                                                                          |
| | Алексей Киселёв               | Вратари                                                                             | Артур Мисбахов | Судьи: Андрей Томилов Александр Степучёв Линейные судьи: Константин Рудкий Илья Савенков |
| | Голы:                         |                                                                                     |                | Судьи: Андрей Томилов Александр Степучёв Линейные судьи: Константин Рудкий Илья Савенков |
| Андрей Белозёров (Андрей Виноградов, Денис Луканин) (бол.) 47:26 Дмитрий Исмагилов (Константин Лучевников, Радик Фахриев) (бол.) 53:46 Андрей Виноградов (Александр Меньщиков, Андрей Белозёров) (бол.) 56:57 | 0 — 1 0 — 2 1 — 2 2 — 2 3 — 2 | 41:35 Даниил Орехин (Олег Мокеев) 45:46 Роман Саттаров (Ильнар Динмухаметов) (бол.) |                | Судьи: Андрей Томилов Александр Степучёв Линейные судьи: Константин Рудкий Илья Савенков |
| |                               |                                                                                     |                | Судьи: Андрей Томилов Александр Степучёв Линейные судьи: Константин Рудкий Илья Савенков |
| |                               |                                                                                     |                | Судьи: Андрей Томилов Александр Степучёв Линейные судьи: Константин Рудкий Илья Савенков |
| |                               |                                                                                     |                | Судьи: Андрей Томилов Александр Степучёв Линейные судьи: Константин Рудкий Илья Савенков |
| 18 мин | Штраф                         | 24 мин                                                                              |                | Судьи: Андрей Томилов Александр Степучёв Линейные судьи: Константин Рудкий Илья Савенков |
| |                               |                                                                                     |                |                                                                                          |
| | 33                            | Броски                                                                              | 31             |                                                                                          |

| 13 марта 2015 16:30 | Мечел | 4 : 3 ОТ (1:1, 2:0, 0:2, 1:0) | Спутник Альм | ЛДС «Мечел», Челябинск Зрителей: 420 |

| Отчёт | Отчёт                                   | Отчёт | Отчёт               | Отчёт                                                                                 |
| --- | --------------------------------------- | --- | ------------------- | ------------------------------------------------------------------------------------- |
| |                                         | |                     |                                                                                       |
| | Алексей Киселёв                         | Вратари | Альберт Шайгарданов | Судьи: Андрей Томилов Александр Степучёв Линейные судьи: Кирилл Смирнов Дмитрий Орлов |
| | Голы:                                   | |                     | Судьи: Андрей Томилов Александр Степучёв Линейные судьи: Кирилл Смирнов Дмитрий Орлов |
| Андрей Белозёров (Александр Меньщиков, Андрей Виноградов) (бол.) 9:59 Радик Фахриев (Виктор Дубель, Иван Краснопёров) 20:41 Андрей Белозёров (Александр Меньщиков, Денис Луканин) (бол.) 28:00 Денис Луканин (Дмитрий Исмагилов) 69:54 | 0 — 1 — 1 2 — 1 3 — 1 3 — 2 3 — 3 4 — 3 | 4:42 Кирилл Ковров (Адель Фасхутдинов) 41:02 Эдгар Фахрутдинов (Адель Фасхутдинов, Булат Кадиров) 42:29 Дмитрий Корольков (Аристарх Волков, Руслан Хакимов) |                     | Судьи: Андрей Томилов Александр Степучёв Линейные судьи: Кирилл Смирнов Дмитрий Орлов |
| |                                         | |                     | Судьи: Андрей Томилов Александр Степучёв Линейные судьи: Кирилл Смирнов Дмитрий Орлов |
| |                                         | |                     | Судьи: Андрей Томилов Александр Степучёв Линейные судьи: Кирилл Смирнов Дмитрий Орлов |
| |                                         | |                     | Судьи: Андрей Томилов Александр Степучёв Линейные судьи: Кирилл Смирнов Дмитрий Орлов |
| 30 мин | Штраф                                   | 18 мин |                     | Судьи: Андрей Томилов Александр Степучёв Линейные судьи: Кирилл Смирнов Дмитрий Орлов |
| |                                         | |                     |                                                                                       |
| | 39                                      | Броски | 45                  |                                                                                       |

Пермская команда возвращается в плей-офф спустя три года и наверняка постарается сделать так, чтобы это возвращение стало запоминающимся. Однако «Батыр» в этом сезоне является одним из лидеров на Востоке. В минувшем сезоне нефтекамцы дошли до четвертьфинала розыгрыша Кубка Регионов.
| 8 марта 2015 11:00 | Молот | 5 : 7 (2:2, 3:4, 0:1) | Батыр | УДС «Молот», Пермь Зрителей: 100 |

| Отчёт | Отчёт                                                                   | Отчёт | Отчёт              | Отчёт                                                                          |
| --- | ----------------------------------------------------------------------- | --- | ------------------ | ------------------------------------------------------------------------------ |
| |                                                                         | |                    |                                                                                |
| | Никита Шустов                                                           | Вратари | Артур Гильмутдинов | Судьи: Сергей Ибатов Яков Моношков Линейные судьи: Глеб Лазарев Евгений Горчев |
| | Голы:                                                                   | |                    | Судьи: Сергей Ибатов Яков Моношков Линейные судьи: Глеб Лазарев Евгений Горчев |
| Алексей Плюснин (Федор Хорошев) (бол.) 09:35 Дмитрий Аникин (ШБ) 11:06 Андрей Мысин (Максим Лужанский) (бол.) 21:26 Алексей Плюснин (Михаил Попов) (бол.) 38:16 Михаил Попов (Федор Хорошев) (бол.) 38:16 | 0 — 1 0 — 2 1 — 2 2 — 2 3 — 2 3 — 3 3 — 4 3 — 5 4 — 5 5 — 5 5 — 6 5 — 7 | 01:29 Тимерхан Гайнуллин (Ранис Миргалиев) 07:44 Ранель Савушкин (бол.) 23:20 Андрей Цайслер (Никита Воронин) 27:53 Никита Воронин (Марат Хафизов, Владимир Вершинин) 28:58 Тимерхан Гайнуллин (Ранис Миргалиев, Руслан Гайсин) (бол.) 39:54 Илья Игнатенко (Никита Самойлов) 41:48 Ранис Миргалиев (Тимерхан Гайнуллин, Никита Воронин) |                    | Судьи: Сергей Ибатов Яков Моношков Линейные судьи: Глеб Лазарев Евгений Горчев |
| |                                                                         | |                    | Судьи: Сергей Ибатов Яков Моношков Линейные судьи: Глеб Лазарев Евгений Горчев |
| |                                                                         | |                    | Судьи: Сергей Ибатов Яков Моношков Линейные судьи: Глеб Лазарев Евгений Горчев |
| |                                                                         | |                    | Судьи: Сергей Ибатов Яков Моношков Линейные судьи: Глеб Лазарев Евгений Горчев |
| 4 мин | Штраф                                                                   | 4 мин |                    | Судьи: Сергей Ибатов Яков Моношков Линейные судьи: Глеб Лазарев Евгений Горчев |
| |                                                                         | |                    |                                                                                |
| | 9                                                                       | Броски | 22                 |                                                                                |

| 9 марта 2015 10:00 | Молот | 0 : 3 (0:2, 0:0, 0:1) | Батыр | УДС «Молот», Пермь Зрителей: 150 |

| Отчёт  | Отчёт             | Отчёт | Отчёт             | Отчёт                                                                              |
| ------ | ----------------- | --- | ----------------- | ---------------------------------------------------------------------------------- |
|        |                   | |                   |                                                                                    |
|        | Никита Шустов     | Вратари | Александр Алферов | Судьи: Сергей Ибатов Яков Моношков Линейные судьи: Евгений Литвинов Евгений Горчев |
|        | Голы:             | |                   | Судьи: Сергей Ибатов Яков Моношков Линейные судьи: Евгений Литвинов Евгений Горчев |
|        | 0 — 1 0 — 2 0 — 3 | 07:32 Никита Воронин (Тимерхан Гайнуллин) (бол.) 11:27 Радмир Шавалиев (Ранис Миргалиев, Тимерхан Гайнуллин) 52:43 Никита Самойлов (Денис Федоров) |                   | Судьи: Сергей Ибатов Яков Моношков Линейные судьи: Евгений Литвинов Евгений Горчев |
|        |                   | |                   | Судьи: Сергей Ибатов Яков Моношков Линейные судьи: Евгений Литвинов Евгений Горчев |
|        |                   | |                   | Судьи: Сергей Ибатов Яков Моношков Линейные судьи: Евгений Литвинов Евгений Горчев |
|        |                   | |                   | Судьи: Сергей Ибатов Яков Моношков Линейные судьи: Евгений Литвинов Евгений Горчев |
| 16 мин | Штраф             | 16 мин |                   | Судьи: Сергей Ибатов Яков Моношков Линейные судьи: Евгений Литвинов Евгений Горчев |
|        |                   | |                   |                                                                                    |
|        | 19                | Броски | 35                |                                                                                    |

| 12 марта 2015 17:00 | Батыр | 7 : 2 (2:0, 1:1, 4:1) | Молот | ЛДС Нефтекамск, Нефтекамск Зрителей: 350 |

| Отчёт | Отчёт                                                 | Отчёт                                                                              | Отчёт         | Отчёт                                                                             |
| --- | ----------------------------------------------------- | ---------------------------------------------------------------------------------- | ------------- | --------------------------------------------------------------------------------- |
| |                                                       |                                                                                    |               |                                                                                   |
| | Александр Алферов                                     | Вратари                                                                            | Никита Шустов | Судьи: Сергей Носов Иван Фролов Линейные судьи: Константин Сюткин Дмитрий Кокорин |
| | Голы:                                                 |                                                                                    |               | Судьи: Сергей Носов Иван Фролов Линейные судьи: Константин Сюткин Дмитрий Кокорин |
| Эрик Хасанов (Владислав Хотько) 6:26 Ранис Миргалиев (Руслан Гайсин) 16:02 Денис Федоров (Александр Дьяков) 39:26 Руслан Гайсин (Ранис Миргалиев, Марат Кашапов) 44:02 Марат Хафизов (Василий Анискин) 44:58 Александр Янчук (Эрик Хасанов, Владислав Хотько) 47:41 Тимерхан Гайнуллин (Ранис Миргалиев) 58:00 | 1 — 0 2 — 0 2 — 1 3 — 1 4 — 1 5 — 1 6 — 1 6 — 2 7 — 2 | 29:28 Артём Курилов (Роман Шувалов) (бол.) 48:02 Роман Шувалов (Дмитрий Мехоношин) |               | Судьи: Сергей Носов Иван Фролов Линейные судьи: Константин Сюткин Дмитрий Кокорин |
| |                                                       |                                                                                    |               | Судьи: Сергей Носов Иван Фролов Линейные судьи: Константин Сюткин Дмитрий Кокорин |
| |                                                       |                                                                                    |               | Судьи: Сергей Носов Иван Фролов Линейные судьи: Константин Сюткин Дмитрий Кокорин |
| |                                                       |                                                                                    |               | Судьи: Сергей Носов Иван Фролов Линейные судьи: Константин Сюткин Дмитрий Кокорин |
| 8 мин | Штраф                                                 | 8 мин                                                                              |               | Судьи: Сергей Носов Иван Фролов Линейные судьи: Константин Сюткин Дмитрий Кокорин |
| |                                                       |                                                                                    |               |                                                                                   |
| | 25                                                    | Броски                                                                             | 24            |                                                                                   |

Оба соперника в минувшем сезоне уступили в первом же раунде плей-офф. Команда из Нижнего Тагила проиграла «Спутнику» из Альметьевска, а «Алтайские Беркуты» - «Батыру». На этот раз один из коллективов гарантированно пройдет дальше.
| 8 марта 2015 14:00 | Алтайские Беркуты | 1 : 4 (0:0, 1:2, 0:2) | Юниор-Спутник | Дворец зрелищ и спорта имени Г. С. Титова, Барнаул Зрителей: 800 |

| Отчёт                                                     | Отчёт                         | Отчёт | Отчёт      | Отчёт                                                                         |
| --------------------------------------------------------- | ----------------------------- | --- | ---------- | ----------------------------------------------------------------------------- |
|                                                           |                               | |            |                                                                               |
|                                                           | Егор Тамачаков                | Вратари | Игорь Тяло | Судьи: Максим Шерер Денис Алексеев Линейные судьи: Андрей Матюша Иван Петухов |
|                                                           | Голы:                         | |            | Судьи: Максим Шерер Денис Алексеев Линейные судьи: Андрей Матюша Иван Петухов |
| Андрей Локтев (Даниил Маслюков, Евгений Белокрылов) 21:54 | 1 — 0 1 — 1 1 — 2 1 — 3 1 — 4 | 36:01 Сергей Сухарев (Данил Секерин) 37:17 Ярослав Хромых (Дмитрий Рыжков, Никита Титов) 47:32 Никита Титов 51:51 Денис Грецов (Сергей Сухарев) |            | Судьи: Максим Шерер Денис Алексеев Линейные судьи: Андрей Матюша Иван Петухов |
|                                                           |                               | |            | Судьи: Максим Шерер Денис Алексеев Линейные судьи: Андрей Матюша Иван Петухов |
|                                                           |                               | |            | Судьи: Максим Шерер Денис Алексеев Линейные судьи: Андрей Матюша Иван Петухов |
|                                                           |                               | |            | Судьи: Максим Шерер Денис Алексеев Линейные судьи: Андрей Матюша Иван Петухов |
| 0 мин                                                     | Штраф                         | 8 мин |            | Судьи: Максим Шерер Денис Алексеев Линейные судьи: Андрей Матюша Иван Петухов |
|                                                           |                               | |            |                                                                               |
|                                                           | 29                            | Броски | 24         |                                                                               |

| 9 марта 2015 14:00 | Алтайские Беркуты | 9:2 (2:1, 2:1, 5:0) | Юниор-Спутник | Дворец зрелищ и спорта имени Г. С. Титова, Барнаул Зрителей: 900 |

| Отчёт | Отчёт                                                             | Отчёт | Отчёт                     | Отчёт                                                                         |
| --- | ----------------------------------------------------------------- | --- | ------------------------- | ----------------------------------------------------------------------------- |
| |                                                                   | |                           |                                                                               |
| | Александр Зубарев                                                 | Вратари | Игорь Тяло Никита Лугинин | Судьи: Максим Шерер Денис Алексеев Линейные судьи: Андрей Матюша Иван Петухов |
| | Голы:                                                             | |                           | Судьи: Максим Шерер Денис Алексеев Линейные судьи: Андрей Матюша Иван Петухов |
| Роман Вяткин (бол.) 08:26 Константин Рыжов (Никита Меренков, Денис Лудцев) 19:17 Евгений Белокрылов (Даниил Маслюков, Андрей Локтев) 33:35 Никита Меренков (Владислав Кузьмичёв, Константин Рыжов) 38:13 Никита Меренков (мен.) 46:28 Денис Лудцев 48:39 Константин Рыжов (Роман Вяткин, Никита Меренков) (бол.) 50:08 Владислав Абакумов (Илья Шубович) 50:40 Денис Лудцев (Виталий Уткин, Никита Меренков) 54:54 | 1 — 0 1 — 1 2 — 1 2 — 2 3 — 2 4 — 2 5 — 2 6 — 2 7 — 2 8 — 2 9 — 2 | 11:00 Сергей Сухарев (Павел Нуртинов, Егор Кожевников) (мен.) 29:00 Дмитрий Рыжков (Станислав Соснов, Денис Грецов) |                           | Судьи: Максим Шерер Денис Алексеев Линейные судьи: Андрей Матюша Иван Петухов |
| |                                                                   | |                           | Судьи: Максим Шерер Денис Алексеев Линейные судьи: Андрей Матюша Иван Петухов |
| |                                                                   | |                           | Судьи: Максим Шерер Денис Алексеев Линейные судьи: Андрей Матюша Иван Петухов |
| |                                                                   | |                           | Судьи: Максим Шерер Денис Алексеев Линейные судьи: Андрей Матюша Иван Петухов |
| |                                                                   | |                           | Судьи: Максим Шерер Денис Алексеев Линейные судьи: Андрей Матюша Иван Петухов |
| |                                                                   | |                           |                                                                               |

| 12 марта 2015 17:00 | Юниор-Спутник | 4 : 2 (1:0, 3:2, 0:0) | Алтайские Беркуты | ЛДС им. В. К. Сотникова, Нижний Тагил Зрителей: 350 |

| Отчёт | Отчёт                               | Отчёт | Отчёт                            | Отчёт                                                                           |
| --- | ----------------------------------- | --- | -------------------------------- | ------------------------------------------------------------------------------- |
| |                                     | |                                  |                                                                                 |
| | Игорь Тяло                          | Вратари | Александр Зубарев Егор Тамачаков | Судьи: Михаил Сюрдяев Антон Голышев Линейные судьи: Олег Анашин Илья Колясников |
| | Голы:                               | |                                  | Судьи: Михаил Сюрдяев Антон Голышев Линейные судьи: Олег Анашин Илья Колясников |
| Артём Захаров (Дмитрий Поляков, Павел Нуртинов) 7:29 Сергей Сухарев (Дмитрий Поляков, Павел Нуртинов) (бол.) 30:02 Александр Бирюков (Сергей Сухарев, Дмитрий Поляков) 37:55 Артём Железков (Никита Титов, Александр Гиберт) (бол.) 38:27 | 1 — 0 1 — 1 2 — 1 2 — 2 3 — 2 4 — 2 | 21:48 Константин Рыжков (Владислав Кузьмичёв, Денис Лудцев) (бол.) 34:12 Андрей Локтев (Антон Моренец, Даниил Маслюков) |                                  | Судьи: Михаил Сюрдяев Антон Голышев Линейные судьи: Олег Анашин Илья Колясников |
| |                                     | |                                  | Судьи: Михаил Сюрдяев Антон Голышев Линейные судьи: Олег Анашин Илья Колясников |
| |                                     | |                                  | Судьи: Михаил Сюрдяев Антон Голышев Линейные судьи: Олег Анашин Илья Колясников |
| |                                     | |                                  | Судьи: Михаил Сюрдяев Антон Голышев Линейные судьи: Олег Анашин Илья Колясников |
| 16 мин | Штраф                               | 22 мин |                                  | Судьи: Михаил Сюрдяев Антон Голышев Линейные судьи: Олег Анашин Илья Колясников |
| |                                     | |                                  |                                                                                 |
| | 25                                  | Броски | 32                               |                                                                                 |

| 13 марта 2015 17:00 | Юниор-Спутник | 7 : 1 (2:1, 2:0, 3:0) | Алтайские Беркуты | ЛДС им. В. К. Сотникова, Нижний Тагил Зрителей: 280 |

| Отчёт | Отчёт                                           | Отчёт                                                     | Отчёт          | Отчёт                                                                             |
| --- | ----------------------------------------------- | --------------------------------------------------------- | -------------- | --------------------------------------------------------------------------------- |
| |                                                 |                                                           |                |                                                                                   |
| | Игорь Тяло                                      | Вратари                                                   | Егор Тамачаков | Судьи: Михаил Сюрдяев Антон Голышев Линейные судьи: Олег Анашин Вячеслав Дербенёв |
| | Голы:                                           |                                                           |                | Судьи: Михаил Сюрдяев Антон Голышев Линейные судьи: Олег Анашин Вячеслав Дербенёв |
| Богдан Бородичук (Артём Железков, Дмитрий Кислицин) (бол.) 9:28 Дмитрий Рыжков 18:49 Ярослав Хромых (Никита Титов) 23:17 Сергей Сухарев (Артём Железков) (мен.) 38:23 Александр Гиберт 46:13 Дмитрий Поляков (Артём Железков) 56:23 Никита Титов (Александр Гиберт, Олег Колесников) (бол.) 59:48 | 1 — 0 1 — 1 2 — 1 3 — 1 4 — 1 5 — 1 6 — 1 7 — 1 | 17:53 Андрей Локтев (Юрий Иванченко, Илья Шубович) (бол.) |                | Судьи: Михаил Сюрдяев Антон Голышев Линейные судьи: Олег Анашин Вячеслав Дербенёв |
| |                                                 |                                                           |                | Судьи: Михаил Сюрдяев Антон Голышев Линейные судьи: Олег Анашин Вячеслав Дербенёв |
| |                                                 |                                                           |                | Судьи: Михаил Сюрдяев Антон Голышев Линейные судьи: Олег Анашин Вячеслав Дербенёв |
| |                                                 |                                                           |                | Судьи: Михаил Сюрдяев Антон Голышев Линейные судьи: Олег Анашин Вячеслав Дербенёв |
| 12 мин | Штраф                                           | 32 мин                                                    |                | Судьи: Михаил Сюрдяев Антон Голышев Линейные судьи: Олег Анашин Вячеслав Дербенёв |
| |                                                 |                                                           |                |                                                                                   |
| | 24                                              | Броски                                                    | 38             |                                                                                   |

### Западная конференция
Дебютанту плей-офф сходу предстоит серьезнейшее испытание в лице победителя конференции «Запад». «Россошь», ведомая лучшим бомбардиром Первенства Сергеем Ивановым наверняка постарается пройти первый раунд малой кровью, но можно не сомневаться, что брянские игроки так просто не сдадутся.
| 9 марта 2015 17:00 | Брянск | 2 : 6 (1:2, 1:2, 0:2) | Россошь | ЛД в Володарском районе, Брянск Зрителей: 800 |

| Отчёт                                                                             | Отчёт                                           | Отчёт | Отчёт            | Отчёт                                                                                 |
| --------------------------------------------------------------------------------- | ----------------------------------------------- | --- | ---------------- | ------------------------------------------------------------------------------------- |
|                                                                                   |                                                 | |                  |                                                                                       |
|                                                                                   | Александр Шишкин                                | Вратари | Виталий Пантыкин | Судьи: Иван Тютнев Антон Прокуратов Линейные судьи: Дмитрий Аникин Дмитрий Камышников |
|                                                                                   | Голы:                                           | |                  | Судьи: Иван Тютнев Антон Прокуратов Линейные судьи: Дмитрий Аникин Дмитрий Камышников |
| Иван Громов (Максим Абрашин) (бол.) 11:49 Дмитрий Ситников (Евгений Кулешов)39:17 | 1 — 0 1 — 1 1 — 2 1 — 3 1 — 4 2 — 4 2 — 5 2 — 6 | 15:18 Данила Слесарев (Алексей Князев, Евгений Шевчук) (бол.) 16:21 Андрей Кувшинов (Евгений Шевчук, Александр Николишин) 24:33 Александр Константинов (Андрей Кувшинов, Александр Николишин) (бол.) 26:17 Владимир Мудрецов (Константин Комаров, Егор Власов) 45:08 Руслан Рубцов (Виктор Кальной, Владислав Мозжаков) (бол.) 53:58 Даниил Акиньшин (Алексей Князев, Сергей Иванов) (бол.) |                  | Судьи: Иван Тютнев Антон Прокуратов Линейные судьи: Дмитрий Аникин Дмитрий Камышников |
|                                                                                   |                                                 | |                  | Судьи: Иван Тютнев Антон Прокуратов Линейные судьи: Дмитрий Аникин Дмитрий Камышников |
|                                                                                   |                                                 | |                  | Судьи: Иван Тютнев Антон Прокуратов Линейные судьи: Дмитрий Аникин Дмитрий Камышников |
|                                                                                   |                                                 | |                  | Судьи: Иван Тютнев Антон Прокуратов Линейные судьи: Дмитрий Аникин Дмитрий Камышников |
| 14 мин                                                                            | Штраф                                           | 22 мин |                  | Судьи: Иван Тютнев Антон Прокуратов Линейные судьи: Дмитрий Аникин Дмитрий Камышников |
|                                                                                   |                                                 | |                  |                                                                                       |
|                                                                                   | 16                                              | Броски | 37               |                                                                                       |

| 10 марта 2015 19:00 | Брянск | 5 : 4 Б (2:2, 0:0, 2:2, 0:0) | Россошь | ЛД в Володарском районе, Брянск Зрителей: 400 |

| Отчёт | Отчёт                                                  | Отчёт | Отчёт       | Отчёт                                                                                 |
| --- | ------------------------------------------------------ | --- | ----------- | ------------------------------------------------------------------------------------- |
| |                                                        | |             |                                                                                       |
| | Александр Шишкин                                       | Вратари | Илья Крылов | Судьи: Иван Тютнев Антон Прокуратов Линейные судьи: Дмитрий Аникин Дмитрий Камышников |
| | Голы:                                                  | |             | Судьи: Иван Тютнев Антон Прокуратов Линейные судьи: Дмитрий Аникин Дмитрий Камышников |
| Константин Храпский (Максим Абрашин, Арсений Старков) (бол.) 05:45 Иван Громов (Константин Храпский, Максим Абрашин) (бол.) 19:53 Арсений Старков (Константин Храпский, Максим Абрашин) (бол.) 58:39 Алексей Малков (Арсений Старков, Максим Абрашин) (бол.) 59:36 Илья Ревунов Александр Гесс | 1 — 0 1 — 1 1 — 2 — 2 2 — 3 2 — 4 3 — 4 4 — 4 Буллиты: | 09:08 Евгений Шевчук (Александр Николишин, Даниил Акиньшин) (бол.) 17:59 Андрей Кувшинов (Александр Константинов, Александр Николишин) (бол.) 42:51 Алексей Князев (Евгений Шевчук, Сергей Иванов) 53:52 Данила Слесарев (Сергей Иванов) Алексей Князев Сергей Иванов |             | Судьи: Иван Тютнев Антон Прокуратов Линейные судьи: Дмитрий Аникин Дмитрий Камышников |
| |                                                        | |             | Судьи: Иван Тютнев Антон Прокуратов Линейные судьи: Дмитрий Аникин Дмитрий Камышников |
| |                                                        | |             | Судьи: Иван Тютнев Антон Прокуратов Линейные судьи: Дмитрий Аникин Дмитрий Камышников |
| |                                                        | |             | Судьи: Иван Тютнев Антон Прокуратов Линейные судьи: Дмитрий Аникин Дмитрий Камышников |
| 16 мин | Штраф                                                  | 24 мин |             | Судьи: Иван Тютнев Антон Прокуратов Линейные судьи: Дмитрий Аникин Дмитрий Камышников |
| |                                                        | |             |                                                                                       |
| | 27                                                     | Броски | 57          |                                                                                       |

| 13 марта 2015 18:00 | Россошь | 7 : 0 (3:0, 3:0, 1:0) | Брянск | ЛД «Россошь», Россошь Зрителей: 522 |

| Отчёт | Отчёт                                     | Отчёт   | Отчёт                          | Отчёт                                                                           |
| --- | ----------------------------------------- | ------- | ------------------------------ | ------------------------------------------------------------------------------- |
| |                                           |         |                                |                                                                                 |
| | Виталий Пантыкин                          | Вратари | Никита Маслов Александр Шишкин | Судьи: Иван Ермолаев Владимир Мочалов Линейные судьи: Борис Кузьмин Павел Лашко |
| | Голы:                                     |         |                                | Судьи: Иван Ермолаев Владимир Мочалов Линейные судьи: Борис Кузьмин Павел Лашко |
| Сергей Иванов (Даниил Акиньшин, Алексей Князев) (бол.) 12:24 Сергей Иванов (Даниил Акиньшин, Алексей Князев) 14:24 Андрей Кувшинов (Александр Николишин, Андрей Белозёров) 15:16 Евгений Шевчук (Алексей Князев, Даниил Акиньшин) 20:45 Данила Слесарев (Алексей Князев, Евгений Шевчук) 24:51 Александр Константинов (Андрей Кувшинов, Александр Николишин) 29:47 Евгений Шевчук (Сергей Иванов, Даниил Акиньшин) 46:59 | 1 — 0 2 — 0 3 — 0 4 — 0 5 — 0 6 — 0 7 — 0 |         |                                | Судьи: Иван Ермолаев Владимир Мочалов Линейные судьи: Борис Кузьмин Павел Лашко |
| |                                           |         |                                | Судьи: Иван Ермолаев Владимир Мочалов Линейные судьи: Борис Кузьмин Павел Лашко |
| |                                           |         |                                | Судьи: Иван Ермолаев Владимир Мочалов Линейные судьи: Борис Кузьмин Павел Лашко |
| |                                           |         |                                | Судьи: Иван Ермолаев Владимир Мочалов Линейные судьи: Борис Кузьмин Павел Лашко |
| 12 мин | Штраф                                     | 12 мин  |                                | Судьи: Иван Ермолаев Владимир Мочалов Линейные судьи: Борис Кузьмин Павел Лашко |
| |                                           |         |                                |                                                                                 |
| | 36                                        | Броски  | 19                             |                                                                                 |

| 14 марта 2015 13:00 | Россошь | 6 : 1 (1:0, 4:0, 1:1) | Брянск | ЛД «Россошь», Россошь Зрителей: 483 |

| Отчёт | Отчёт                                     | Отчёт                  | Отчёт         | Отчёт                                                                           |
| --- | ----------------------------------------- | ---------------------- | ------------- | ------------------------------------------------------------------------------- |
| |                                           |                        |               |                                                                                 |
| | Виталий Пантыкин                          | Вратари                | Никита Маслов | Судьи: Иван Ермолаев Владимир Мочалов Линейные судьи: Борис Кузьмин Павел Лашко |
| | Голы:                                     |                        |               | Судьи: Иван Ермолаев Владимир Мочалов Линейные судьи: Борис Кузьмин Павел Лашко |
| Даниил Акиньшин (Евгений Шевчук, Алексей Князев) (бол.) 2:41 Даниил Акиньшин (Алексей Князев, Сергей Иванов) 24:23 Андрей Белозёров (Александр Николишин, Андрей Кувшинов) 24:36 Алексей Князев (Сергей Иванов, Евгений Шевчук) (бол.) 35:39 Руслан Рубцов (Егор Власов, Александр Шипилов) 37:41 Алексей Яцына (Данила Слесарев, Даниил Акиньшин) 50:08 | 1 — 0 2 — 0 3 — 0 4 — 0 5 — 1 5 — 1 6 — 1 | 44:16 Динар Адиятуллин |               | Судьи: Иван Ермолаев Владимир Мочалов Линейные судьи: Борис Кузьмин Павел Лашко |
| |                                           |                        |               | Судьи: Иван Ермолаев Владимир Мочалов Линейные судьи: Борис Кузьмин Павел Лашко |
| |                                           |                        |               | Судьи: Иван Ермолаев Владимир Мочалов Линейные судьи: Борис Кузьмин Павел Лашко |
| |                                           |                        |               | Судьи: Иван Ермолаев Владимир Мочалов Линейные судьи: Борис Кузьмин Павел Лашко |
| 31 мин | Штраф                                     | 17 мин                 |               | Судьи: Иван Ермолаев Владимир Мочалов Линейные судьи: Борис Кузьмин Павел Лашко |
| |                                           |                        |               |                                                                                 |
| | 14                                        | Броски                 | 10            |                                                                                 |

Еще один дебютант плей-офф сойдется с одним из фаворитов в лице «Дмитрова». «Варягам» предстоит серьезная задача – сдержать лучшего снайпера Первенства МХЛ Александра Цуканова, наколотившего в регулярном чемпионате 47 шайб.
| 9 марта 2015 13:00 | СКА-Варяги | 4 : 2 (0:1, 1:1, 3:0) | Дмитров | Ледовая арена «Хорс», Посёлок им. Морозова Зрителей: 1100 |

| Отчёт | Отчёт                           | Отчёт                                                                                    | Отчёт          | Отчёт                                                                                 |
| --- | ------------------------------- | ---------------------------------------------------------------------------------------- | -------------- | ------------------------------------------------------------------------------------- |
| |                                 |                                                                                          |                |                                                                                       |
| | Константин Волков               | Вратари                                                                                  | Михаил Финагин | Судьи: Денис Иванов Дмитрий Тихомиров Линейные судьи: Александр Смирнов Михаил Осипов |
| | Голы:                           |                                                                                          |                | Судьи: Денис Иванов Дмитрий Тихомиров Линейные судьи: Александр Смирнов Михаил Осипов |
| Станислав Шепитько (Никита Дыняк) 36:28 Артём Кора (Егор Щелоков) 40:20 Станислав Колотвин (Никита Дыняк) 45:34 Павел Новожилов 52:58 | 0 — 1 — 1 1 — 2 — 2 3 — 2 4 — 2 | 10:20 Леонардс Римьянс 37:41 Станислав Ищенко (Александр Жужунашвили, Леонид Сухоручкин) |                | Судьи: Денис Иванов Дмитрий Тихомиров Линейные судьи: Александр Смирнов Михаил Осипов |
| |                                 |                                                                                          |                | Судьи: Денис Иванов Дмитрий Тихомиров Линейные судьи: Александр Смирнов Михаил Осипов |
| |                                 |                                                                                          |                | Судьи: Денис Иванов Дмитрий Тихомиров Линейные судьи: Александр Смирнов Михаил Осипов |
| |                                 |                                                                                          |                | Судьи: Денис Иванов Дмитрий Тихомиров Линейные судьи: Александр Смирнов Михаил Осипов |
| 12 мин | Штраф                           | 37 мин                                                                                   |                | Судьи: Денис Иванов Дмитрий Тихомиров Линейные судьи: Александр Смирнов Михаил Осипов |
| |                                 |                                                                                          |                |                                                                                       |
| | 32                              | Броски                                                                                   | 23             |                                                                                       |

| 10 марта 2015 19:00 | СКА-Варяги | 3 : 2 (1:1, 1:0, 1:1) | Дмитров | Ледовая арена «Хорс», Посёлок им. Морозова Зрителей: 770 |

| Отчёт | Отчёт                         | Отчёт                                                                             | Отчёт              | Отчёт                                                                                 |
| --- | ----------------------------- | --------------------------------------------------------------------------------- | ------------------ | ------------------------------------------------------------------------------------- |
| |                               |                                                                                   |                    |                                                                                       |
| | Константин Волков             | Вратари                                                                           | Владислав Дьяконов | Судьи: Денис Иванов Дмитрий Тихомиров Линейные судьи: Александр Смирнов Михаил Осипов |
| | Голы:                         |                                                                                   |                    | Судьи: Денис Иванов Дмитрий Тихомиров Линейные судьи: Александр Смирнов Михаил Осипов |
| Александр Жужунашвили (Денис Вдовин) (бол.) 17:49 Станислав Колотвин (Фёдор Ведерников) 22:59 Павел Новожилов (Андрей Нестеров) 47:55 | 1 — 0 1 — 1 2 — 1 2 — 2 3 — 2 | 17:26 Андрей Нестеров (Станислав Кевлин) (мен.) 41:44 Михаил Коняев (Денис Мороз) |                    | Судьи: Денис Иванов Дмитрий Тихомиров Линейные судьи: Александр Смирнов Михаил Осипов |
| |                               |                                                                                   |                    | Судьи: Денис Иванов Дмитрий Тихомиров Линейные судьи: Александр Смирнов Михаил Осипов |
| |                               |                                                                                   |                    | Судьи: Денис Иванов Дмитрий Тихомиров Линейные судьи: Александр Смирнов Михаил Осипов |
| |                               |                                                                                   |                    | Судьи: Денис Иванов Дмитрий Тихомиров Линейные судьи: Александр Смирнов Михаил Осипов |
| 12 мин | Штраф                         | 8 мин                                                                             |                    | Судьи: Денис Иванов Дмитрий Тихомиров Линейные судьи: Александр Смирнов Михаил Осипов |
| |                               |                                                                                   |                    |                                                                                       |
| | 30                            | Броски                                                                            | 27                 |                                                                                       |

| 13 марта 2015 19:00 | Дмитров | 2 : 1 (1:0, 0:0, 1:1) | СКА-Варяги | ЛДС Дмитров, Дмитров Зрителей: 954 |

| Отчёт                                                                                          | Отчёт             | Отчёт                                      | Отчёт             | Отчёт                                                                              |
| ---------------------------------------------------------------------------------------------- | ----------------- | ------------------------------------------ | ----------------- | ---------------------------------------------------------------------------------- |
|                                                                                                |                   |                                            |                   |                                                                                    |
|                                                                                                | Михаил Финагин    | Вратари                                    | Константин Волков | Судьи: Дмитрий Беляеев Антон Гофман Линейные судьи: Егор Уваров Александр Черенков |
|                                                                                                | Голы:             |                                            |                   | Судьи: Дмитрий Беляеев Антон Гофман Линейные судьи: Егор Уваров Александр Черенков |
| Леонид Сухоручкин (Станислав Ищенко, Денис Мороз) 4:19 Павел Любавский (Сергей Скворцов) 58:32 | 1 — 0 1 — 1 2 — 1 | 47:55 Артём Кора (Станислав Кевлин) (бол.) |                   | Судьи: Дмитрий Беляеев Антон Гофман Линейные судьи: Егор Уваров Александр Черенков |
|                                                                                                |                   |                                            |                   | Судьи: Дмитрий Беляеев Антон Гофман Линейные судьи: Егор Уваров Александр Черенков |
|                                                                                                |                   |                                            |                   | Судьи: Дмитрий Беляеев Антон Гофман Линейные судьи: Егор Уваров Александр Черенков |
|                                                                                                |                   |                                            |                   | Судьи: Дмитрий Беляеев Антон Гофман Линейные судьи: Егор Уваров Александр Черенков |
| 28 мин                                                                                         | Штраф             | 12 мин                                     |                   | Судьи: Дмитрий Беляеев Антон Гофман Линейные судьи: Егор Уваров Александр Черенков |
|                                                                                                |                   |                                            |                   |                                                                                    |
|                                                                                                | 28                | Броски                                     | 14                |                                                                                    |

| 14 марта 2015 17:00 | Дмитров | 0 : 4 (0:1, 0:3, 0:0) | СКА-Варяги | ЛДС Дмитров, Дмитров Зрителей: 1205 |

| Отчёт  | Отчёт                   | Отчёт | Отчёт             | Отчёт                                           |
| ------ | ----------------------- | --- | ----------------- | ----------------------------------------------- |
|        |                         | |                   |                                                 |
|        | Михаил Финагин          | Вратари | Константин Волков | Судьи: Виктор Бирин Иван Тютнев Линейные судьи: |
|        | Голы:                   | |                   | Судьи: Виктор Бирин Иван Тютнев Линейные судьи: |
|        | 0 — 1 0 — 2 0 — 3 0 — 4 | 10:57 Андрей Нестеров (Станислав Кевлин) 23:39 Никита Макарицкий (Иван Трошков, Кирилл Зубковский) 31:26 Никита Дыняк (Георгий Солянников, Андрей Нестеров) (бол.) 34:35 Андрей Нестеров (Станислав Шепитько) (бол.) |                   | Судьи: Виктор Бирин Иван Тютнев Линейные судьи: |
|        |                         | |                   | Судьи: Виктор Бирин Иван Тютнев Линейные судьи: |
|        |                         | |                   | Судьи: Виктор Бирин Иван Тютнев Линейные судьи: |
|        |                         | |                   | Судьи: Виктор Бирин Иван Тютнев Линейные судьи: |
| 14 мин | Штраф                   | 14 мин |                   | Судьи: Виктор Бирин Иван Тютнев Линейные судьи: |
|        |                         | |                   |                                                 |
|        | 31                      | Броски | 26                |                                                 |

В прошлом сезоне хоккеисты из Сарова уступили в первом раунде плей-офф будущим обладателям Кубка Регионов – «Беркутам Кубани». В этот раз им снова противостоит прошлогодний финалист. Ярославцы стабильно играли на протяжении «регулярки» и снова являются одними из фаворитов в борьбе за заветный трофей.
| 9 марта 2015 17:00 | Ракета | 2 : 4 (1:0, 0:3, 1:1) | Локо-Юниор | ЛД «Саров», Саров Зрителей: 1100 |

| Отчёт | Отчёт                               | Отчёт | Отчёт         | Отчёт                                                                                |
| --- | ----------------------------------- | --- | ------------- | ------------------------------------------------------------------------------------ |
| |                                     | |               |                                                                                      |
| | Андрей Суханов Дмитрий Безруков     | Вратари | Данил Кудашев | Судьи: Владимир Мочалов Иван Ермолаев Линейные судьи: Дмитрий Девяткин Андрей Чимров |
| | Голы:                               | |               | Судьи: Владимир Мочалов Иван Ермолаев Линейные судьи: Дмитрий Девяткин Андрей Чимров |
| Денис Зимин (Михаил Румынин, Владислав Шалаев) 15:37 Роман Лавров (Эдуард Паламарчук, Кирилл Суркин) 49:54 | 1 — 0 1 — 1 1 — 2 1 — 3 1 — 4 2 — 4 | 25:14 Илья Назаров (мен.) 35:47 Георгий Иванов (Артём Смирнов, Илья Назаров) 36:10 Илья Назаров (Даниил Дылдин, Платон Прохоров) 43:37 Михаил Сидоров (Даниил Дылдин, Кирилл Меляков) (бол.) |               | Судьи: Владимир Мочалов Иван Ермолаев Линейные судьи: Дмитрий Девяткин Андрей Чимров |
| |                                     | |               | Судьи: Владимир Мочалов Иван Ермолаев Линейные судьи: Дмитрий Девяткин Андрей Чимров |
| |                                     | |               | Судьи: Владимир Мочалов Иван Ермолаев Линейные судьи: Дмитрий Девяткин Андрей Чимров |
| |                                     | |               | Судьи: Владимир Мочалов Иван Ермолаев Линейные судьи: Дмитрий Девяткин Андрей Чимров |
| 10 мин | Штраф                               | 12 мин |               | Судьи: Владимир Мочалов Иван Ермолаев Линейные судьи: Дмитрий Девяткин Андрей Чимров |
| |                                     | |               |                                                                                      |
| | 22                                  | Броски | 26            |                                                                                      |

| 10 марта 2015 18:30 | Ракета | 3 : 5 (1:0, 0:3, 2:2) | Локо-Юниор | ЛД «Саров», Саров Зрителей: 1100 |

| Отчёт | Отчёт                                           | Отчёт | Отчёт         | Отчёт                                                                                |
| --- | ----------------------------------------------- | --- | ------------- | ------------------------------------------------------------------------------------ |
| |                                                 | |               |                                                                                      |
| | Дмитрий Безруков                                | Вратари | Данил Кудашев | Судьи: Владимир Мочалов Иван Ермолаев Линейные судьи: Дмитрий Девяткин Андрей Чимров |
| | Голы:                                           | |               | Судьи: Владимир Мочалов Иван Ермолаев Линейные судьи: Дмитрий Девяткин Андрей Чимров |
| Михаил Румынин (Денис Зимин) 00:24 Сергей Липилин (Денис Афанасьев) 46:25 Максим Колоколов (Евгений Жарёнов, Владислав Хасанов) (бол.) 56:28 | 1 — 0 1 — 1 1 — 2 1 — 3 2 — 3 2 — 4 3 — 4 3 — 5 | 24:18 Иван Романов (Александр Елесин, Сергей Жилов) 28:45 Иван Романов (Даниил Дылдин) 38:18 Алексей Зубов (Артур Каюмов) 53:02 Артур Каюмов (Сергей Жилов, Алексей Зубов) 59:31 Илья Назаров |               | Судьи: Владимир Мочалов Иван Ермолаев Линейные судьи: Дмитрий Девяткин Андрей Чимров |
| |                                                 | |               | Судьи: Владимир Мочалов Иван Ермолаев Линейные судьи: Дмитрий Девяткин Андрей Чимров |
| |                                                 | |               | Судьи: Владимир Мочалов Иван Ермолаев Линейные судьи: Дмитрий Девяткин Андрей Чимров |
| |                                                 | |               | Судьи: Владимир Мочалов Иван Ермолаев Линейные судьи: Дмитрий Девяткин Андрей Чимров |
| 2 мин | Штраф                                           | 24 мин |               | Судьи: Владимир Мочалов Иван Ермолаев Линейные судьи: Дмитрий Девяткин Андрей Чимров |
| |                                                 | |               |                                                                                      |
| | 15                                              | Броски | 29            |                                                                                      |

| 13 марта 2015 18:00 | Локо-Юниор | 5 : 1 (1:1, 2:0, 2:0) | Ракета | ДС «Торпедо», Ярославль Зрителей: 300 |

| Отчёт | Отчёт                             | Отчёт                                      | Отчёт                           | Отчёт                                                                                |
| --- | --------------------------------- | ------------------------------------------ | ------------------------------- | ------------------------------------------------------------------------------------ |
| |                                   |                                            |                                 |                                                                                      |
| | Данил Кудашев                     | Вратари                                    | Андрей Суханов Дмитрий Безруков | Судьи: Владимир Андрианов Денис Иванов Линейные судьи: Алексей Барышев Сергей Хартин |
| | Голы:                             |                                            |                                 | Судьи: Владимир Андрианов Денис Иванов Линейные судьи: Алексей Барышев Сергей Хартин |
| Илья Назаров (Даниил Дылдин, Платон Прохоров) 14:41 Даниил Дылдин 28:15 Александр Кононов (Алексей Зубов) 33:22 Павел Кудрявцев 44:41 Платон Прохоров (мен.) 59:05 | 0 — 1 — 1 2 — 1 3 — 1 4 — 1 5 — 1 | 08:13 Дмитрий Топтунов (Александр Пищулин) |                                 | Судьи: Владимир Андрианов Денис Иванов Линейные судьи: Алексей Барышев Сергей Хартин |
| |                                   |                                            |                                 | Судьи: Владимир Андрианов Денис Иванов Линейные судьи: Алексей Барышев Сергей Хартин |
| |                                   |                                            |                                 | Судьи: Владимир Андрианов Денис Иванов Линейные судьи: Алексей Барышев Сергей Хартин |
| |                                   |                                            |                                 | Судьи: Владимир Андрианов Денис Иванов Линейные судьи: Алексей Барышев Сергей Хартин |
| 31 мин | Штраф                             | 6 мин                                      |                                 | Судьи: Владимир Андрианов Денис Иванов Линейные судьи: Алексей Барышев Сергей Хартин |
| |                                   |                                            |                                 |                                                                                      |
| | 20                                | Броски                                     | 14                              |                                                                                      |

«Зеленоград» в прошлом розыгрыше плей-офф вылетел уже в первом раунде, столкнувшись с «Россошью». «Жальгирис» возвращается в плей-офф, где в последний раз играл в дебютном для Первенства МХЛ сезоне. Тогда литовский клуб назывался «Балтика».
| 9 марта 2015 18:00 | Жальгирис | 1 : 2 (0:0, 1:0, 0:2) | Зеленоград | ЛД Электренай, Электренай Зрителей: 326 |

| Отчёт                                                             | Отчёт             | Отчёт                                                                                           | Отчёт       | Отчёт                                                                                    |
| ----------------------------------------------------------------- | ----------------- | ----------------------------------------------------------------------------------------------- | ----------- | ---------------------------------------------------------------------------------------- |
|                                                                   |                   |                                                                                                 |             |                                                                                          |
|                                                                   | Вадим Мищук       | Вратари                                                                                         | Семён Рябов | Судьи: Андрис Ансонс Александр Калинин Линейные судьи: Бенас Якшис Владисловас Рудзинкас |
|                                                                   | Голы:             |                                                                                                 |             | Судьи: Андрис Ансонс Александр Калинин Линейные судьи: Бенас Якшис Владисловас Рудзинкас |
| Даниелюс Номановас (Алексей Пырин, Владимир Денисов) (бол.) 34:21 | 1 — 0 1 — 1 1 — 2 | 51:09 Роман Ростков (Андрей Луговой, Александр Сабуров) 59:25 Дмитрий Кравец (Алексей Зиновьев) |             | Судьи: Андрис Ансонс Александр Калинин Линейные судьи: Бенас Якшис Владисловас Рудзинкас |
|                                                                   |                   |                                                                                                 |             | Судьи: Андрис Ансонс Александр Калинин Линейные судьи: Бенас Якшис Владисловас Рудзинкас |
|                                                                   |                   |                                                                                                 |             | Судьи: Андрис Ансонс Александр Калинин Линейные судьи: Бенас Якшис Владисловас Рудзинкас |
|                                                                   |                   |                                                                                                 |             | Судьи: Андрис Ансонс Александр Калинин Линейные судьи: Бенас Якшис Владисловас Рудзинкас |
| 12 мин                                                            | Штраф             | 20 мин                                                                                          |             | Судьи: Андрис Ансонс Александр Калинин Линейные судьи: Бенас Якшис Владисловас Рудзинкас |
|                                                                   |                   |                                                                                                 |             |                                                                                          |
|                                                                   | 28                | Броски                                                                                          | 55          |                                                                                          |

| 10 марта 2015 20:00 | Жальгирис | 2 : 5 (0:3, 2:1, 0:1) | Зеленоград | ЛД Электренай, Электренай Зрителей: 304 |

| Отчёт | Отчёт                                     | Отчёт | Отчёт       | Отчёт                                                                                           |
| --- | ----------------------------------------- | --- | ----------- | ----------------------------------------------------------------------------------------------- |
| |                                           | |             |                                                                                                 |
| | Вадим Мищук                               | Вратари | Семён Рябов | Судьи: Андрис Ансонс Александр Калинин Линейные судьи: Каролис Янушаускас Владисловас Рудзинкас |
| | Голы:                                     | |             | Судьи: Андрис Ансонс Александр Калинин Линейные судьи: Каролис Янушаускас Владисловас Рудзинкас |
| Владимир Денисов (Эдгар Протченко) (бол.) 31:31 Эдгар Протченко (Алексей Пырин, Даниелюс Номановас) (бол.) 39:55 | 0 — 1 0 — 2 0 — 3 0 — 4 1 — 4 2 — 4 2 — 5 | 03:02 Кирилл Белоусов (Пётр Пирогов, Дмитрий Кравец) 17:14 Алексей Базанов (Владислав Барулин, Имантс Лещёв) 17:47 Александр Сабуров (Роман Ростков) 30:01 Алексей Комлев (Робертс Мамчицс) 59:44 Алексей Комлев (Владислав Барулин) |             | Судьи: Андрис Ансонс Александр Калинин Линейные судьи: Каролис Янушаускас Владисловас Рудзинкас |
| |                                           | |             | Судьи: Андрис Ансонс Александр Калинин Линейные судьи: Каролис Янушаускас Владисловас Рудзинкас |
| |                                           | |             | Судьи: Андрис Ансонс Александр Калинин Линейные судьи: Каролис Янушаускас Владисловас Рудзинкас |
| |                                           | |             | Судьи: Андрис Ансонс Александр Калинин Линейные судьи: Каролис Янушаускас Владисловас Рудзинкас |
| 8 мин | Штраф                                     | 10 мин |             | Судьи: Андрис Ансонс Александр Калинин Линейные судьи: Каролис Янушаускас Владисловас Рудзинкас |
| |                                           | |             |                                                                                                 |
| | 45                                        | Броски | 42          |                                                                                                 |

| 13 марта 2015 18:30 | Зеленоград | 3 : 0 (0:0, 2:0, 1:0) | Жальгирис | ЛДС «Зеленоградский», Зеленоград Зрителей: 450 |

| Отчёт | Отчёт             | Отчёт   | Отчёт       | Отчёт                                                                       |
| --- | ----------------- | ------- | ----------- | --------------------------------------------------------------------------- |
| |                   |         |             |                                                                             |
| | Семён Рябов       | Вратари | Вадим Мищук | Судьи: Виктор Бирин Иван Тютнев Линейные судьи: Иван Гладышев Дамир Сабиров |
| | Голы:             |         |             | Судьи: Виктор Бирин Иван Тютнев Линейные судьи: Иван Гладышев Дамир Сабиров |
| Алексей Базанов (Владислав Барулин) 23:16 Петр Пирогов (Кирилл Белоусов, Дмитрий Кравец) (бол.) 30:06 Алексей Комлев (Алексей Базанов, Владислав Барулин) 44:57 | 1 — 0 2 — 0 3 — 0 |         |             | Судьи: Виктор Бирин Иван Тютнев Линейные судьи: Иван Гладышев Дамир Сабиров |
| |                   |         |             | Судьи: Виктор Бирин Иван Тютнев Линейные судьи: Иван Гладышев Дамир Сабиров |
| |                   |         |             | Судьи: Виктор Бирин Иван Тютнев Линейные судьи: Иван Гладышев Дамир Сабиров |
| |                   |         |             | Судьи: Виктор Бирин Иван Тютнев Линейные судьи: Иван Гладышев Дамир Сабиров |
| 16 мин | Штраф             | 43 мин  |             | Судьи: Виктор Бирин Иван Тютнев Линейные судьи: Иван Гладышев Дамир Сабиров |
| |                   |         |             |                                                                             |
| | 40                | Броски  | 27          |                                                                             |

### Лучшие игроки раунда
Лучшим нападающим признан Никита Сафронов из «Горняка». Он провел 4 матча, забросил 5 шайб и сделал 5 результативные передачи при показателе полезности +8.
Лучшим защитником становится Евгений Шевчук, представляющий «Россошь». На его счету 4 матча, 3 заброшенные шайбы и 5 результативных передач при показателе полезности +7.
Лучшим голкипером стал Семён Рябов из «Зеленограда». Семен сыграл 3 матча, в одном из которых не пропускал. Коэффициент надежности — 1.0, процент отраженных бросков — 97,0 за игру.

## Полуфиналы конференций

### Восточная конференция
Один раз оступившись в серии против «Красноярских Рысей», победитель конференции «Восток» в последующих трех матчах не дал усомниться в своем превосходстве и спокойно разобрался с красноярцами. «Юниор-Спутник» также отдал один матч «Алтайским Беркутам», однако большего сопернику сделать не позволил.
| 21 марта 2015 15:00 | Юниор-Спутник | 3 : 9 (0:3, 2:4, 1:2) | Горняк | ЛДС им. В. К. Сотникова, Нижний Тагил Зрителей: 470 |

| Отчёт | Отчёт                                                                   | Отчёт | Отчёт                        | Отчёт                                                           |
| --- | ----------------------------------------------------------------------- | --- | ---------------------------- | --------------------------------------------------------------- |
| |                                                                         | |                              |                                                                 |
| | Игорь Тяло Никита Лугинин                                               | Вратари | Артур Гайдуллин Иван Рогалёв | Судьи: Михаил Сюрдяев Артём Закиров Линейный судья: Олег Анашин |
| | Голы:                                                                   | |                              | Судьи: Михаил Сюрдяев Артём Закиров Линейный судья: Олег Анашин |
| Никита Титов (мен.) 20:25 Сергей Сухарев (Артём Захаров) (мен.) 20:47 Артём Железков (Александр Бирюков) 58:06 | 0 — 1 0 — 2 0 — 3 1 — 3 2 — 3 2 — 4 2 — 5 2 — 6 2 — 7 2 — 8 2 — 9 3 — 9 | 0:57 Анатолий Наговицын (Шамиль Фаттахов) 6:51 Дмитрий Антонов (Евгений Смирнов) 10:14 Никита Сафронов (Евгений Смирнов, Александр Долгушев) 25:42 Виталий Буряк (Алексей Нечкин, Андрей Банников) 31:57 Сергей Сурин (Анатолий Наговицын, Андрей Банников) (бол.) 33:55 Егор Озолин (Никита Сафронов) (бол.) 39:50 Дмитрий Антонов (Анатолий Наговицын, Андрей Банников) 50:13 Никита Сафронов (Дмитрий Антонов) 54:55 Никита Сафронов (Евгений Смирнов, Дмитрий Антонов) (бол.) |                              | Судьи: Михаил Сюрдяев Артём Закиров Линейный судья: Олег Анашин |
| |                                                                         | |                              | Судьи: Михаил Сюрдяев Артём Закиров Линейный судья: Олег Анашин |
| |                                                                         | |                              | Судьи: Михаил Сюрдяев Артём Закиров Линейный судья: Олег Анашин |
| |                                                                         | |                              | Судьи: Михаил Сюрдяев Артём Закиров Линейный судья: Олег Анашин |
| 12 мин | Штраф                                                                   | 10 мин |                              | Судьи: Михаил Сюрдяев Артём Закиров Линейный судья: Олег Анашин |
| |                                                                         | |                              |                                                                 |
| | 37                                                                      | Броски | 50                           |                                                                 |

| 22 марта 2015 15:00 | Юниор-Спутник | 2 : 4 (0:1, 1:1, 1:2) | Горняк | ЛДС им. В. К. Сотникова, Нижний Тагил Зрителей: 550 |

| Отчёт | Отчёт                             | Отчёт | Отчёт           | Отчёт                                                           |
| --- | --------------------------------- | --- | --------------- | --------------------------------------------------------------- |
| |                                   | |                 |                                                                 |
| | Игорь Тяло                        | Вратари | Артур Гайдуллин | Судьи: Михаил Сюрдяев Артём Закиров Линейный судья: Олег Анашин |
| | Голы:                             | |                 | Судьи: Михаил Сюрдяев Артём Закиров Линейный судья: Олег Анашин |
| Александр Гиберт (Ярослав Хромых, Никита Титов) 27:19 Ярослав Хромых (Павел Нуртинов, Олег Колесников) (бол.) 59:15 | 0 — 1 — 1 1 — 2 1 — 3 2 — 3 2 — 4 | 5:43 Никита Сафронов (Егор Озолин, Дмитрий Антонов) (бол.) 34:56 Виталий Буряк (Родион Роднин, Алексей Нечкин) 58:53 Никита Сафронов (Дмитрий Антонов) 59:54 Никита Сафронов (Виталий Буряк, Дмитрий Антонов) |                 | Судьи: Михаил Сюрдяев Артём Закиров Линейный судья: Олег Анашин |
| |                                   | |                 | Судьи: Михаил Сюрдяев Артём Закиров Линейный судья: Олег Анашин |
| |                                   | |                 | Судьи: Михаил Сюрдяев Артём Закиров Линейный судья: Олег Анашин |
| |                                   | |                 | Судьи: Михаил Сюрдяев Артём Закиров Линейный судья: Олег Анашин |
| 67 мин | Штраф                             | 10 мин |                 | Судьи: Михаил Сюрдяев Артём Закиров Линейный судья: Олег Анашин |
| |                                   | |                 |                                                                 |
| | 21                                | Броски | 39              |                                                                 |

| 25 марта 2015 16:30 | Горняк | 5 : 1 (1:0, 1:1, 3:0) | Юниор-Спутник | Ледовая Арена «Горняк», Учалы Зрителей: 837 |

| Отчёт | Отчёт                               | Отчёт                                   | Отчёт      | Отчёт                                                                                |
| --- | ----------------------------------- | --------------------------------------- | ---------- | ------------------------------------------------------------------------------------ |
| |                                     |                                         |            |                                                                                      |
| | Артур Гайдуллин                     | Вратари                                 | Игорь Тяло | Судьи: Дмитрий Мальцев Роман Мелихов Линейные судьи: Дмитрий Дроздов Дмитрий Маликов |
| | Голы:                               |                                         |            | Судьи: Дмитрий Мальцев Роман Мелихов Линейные судьи: Дмитрий Дроздов Дмитрий Маликов |
| Дмитрий Антонов (Дмитрий Цапаев) (бол.) 3:27 Никита Сафронов (Егор Озолин, Дмитрий Антонов) (бол.) 38:19 Никита Сафронов (Егор Озолин, Дмитрий Антонов) (бол.) 46:56 Дмитрий Цапаев (Евгений Смирнов, Дмитрий Антонов) (бол.) 49:02 Сергей Сурин (Анатолий Наговицын, Виталий Буряк) 53:24 | 1 — 0 1 — 1 2 — 1 3 — 1 4 — 1 5 — 1 | 37:20 Александр Бирюков (Данил Секерин) |            | Судьи: Дмитрий Мальцев Роман Мелихов Линейные судьи: Дмитрий Дроздов Дмитрий Маликов |
| |                                     |                                         |            | Судьи: Дмитрий Мальцев Роман Мелихов Линейные судьи: Дмитрий Дроздов Дмитрий Маликов |
| |                                     |                                         |            | Судьи: Дмитрий Мальцев Роман Мелихов Линейные судьи: Дмитрий Дроздов Дмитрий Маликов |
| |                                     |                                         |            | Судьи: Дмитрий Мальцев Роман Мелихов Линейные судьи: Дмитрий Дроздов Дмитрий Маликов |
| 12 мин | Штраф                               | 18 мин                                  |            | Судьи: Дмитрий Мальцев Роман Мелихов Линейные судьи: Дмитрий Дроздов Дмитрий Маликов |
| |                                     |                                         |            |                                                                                      |
| | 38                                  | Броски                                  | 26         |                                                                                      |

Наверное самая интригующая серия, которая обещает стать очень интересной и упорной. Челябинцы и Нефтекамцы завершили регулярный чемпионат на втором и третьем местах Восточной конференции соответственно. В первом раунде плей-офф «Батыр» в трех матчах обыграл «Молот». «Мечелу» для победы над альметьевским «Спутником» понадобилось на одну встречу больше.
| 21 марта 2015 15:00 | Батыр | 5 : 3 (1:1, 3:0, 1:2) | Мечел | ЛДС Нефтекамск, Нефтекамск Зрителей: 250 |

| Отчёт | Отчёт                                         | Отчёт | Отчёт                           | Отчёт                                                                             |
| --- | --------------------------------------------- | --- | ------------------------------- | --------------------------------------------------------------------------------- |
| |                                               | |                                 |                                                                                   |
| | Дмитрий Валов                                 | Вратари | Алексей Киселёв Никита Лысенков | Судьи: Сергей Носов Иван Фролов Линейные судьи: Константин Сюткин Дмитрий Кокорин |
| | Голы:                                         | |                                 | Судьи: Сергей Носов Иван Фролов Линейные судьи: Константин Сюткин Дмитрий Кокорин |
| Илья Игнатенко (Денис Фёдоров) 19:30 Руслан Гайсин (Марат Кашапов) 29:44 Радмир Шавалиев (Владислав Хотько) 32:42 Тимерхан Гайнуллин (Ранель Савушкин, Денис Фёдоров) 39:08 Ранис Миргалиев 55:30 | 0 — 1 — 1 2 — 1 3 — 1 4 — 1 4 — 2 5 — 2 5 — 3 | 10:59 Сергей Кривопустов (мен.) 54:27 Андрей Белозёров (Александр Меньщиков, Максим Капитуров) 57:32 Александр Меньщиков (Андрей Белозёров) |                                 | Судьи: Сергей Носов Иван Фролов Линейные судьи: Константин Сюткин Дмитрий Кокорин |
| |                                               | |                                 | Судьи: Сергей Носов Иван Фролов Линейные судьи: Константин Сюткин Дмитрий Кокорин |
| |                                               | |                                 | Судьи: Сергей Носов Иван Фролов Линейные судьи: Константин Сюткин Дмитрий Кокорин |
| |                                               | |                                 | Судьи: Сергей Носов Иван Фролов Линейные судьи: Константин Сюткин Дмитрий Кокорин |
| 6 мин | Штраф                                         | 8 мин |                                 | Судьи: Сергей Носов Иван Фролов Линейные судьи: Константин Сюткин Дмитрий Кокорин |
| |                                               | |                                 |                                                                                   |
| | 36                                            | Броски | 10                              |                                                                                   |

| 22 марта 2015 15:00 | Батыр | 3 : 2 (0:0, 3:1, 0:1) | Мечел | ЛДС Нефтекамск, Нефтекамск Зрителей: 300 |

| Отчёт                                                                                               | Отчёт                         | Отчёт                                                                                       | Отчёт                                | Отчёт                                                                             |
| --------------------------------------------------------------------------------------------------- | ----------------------------- | ------------------------------------------------------------------------------------------- | ------------------------------------ | --------------------------------------------------------------------------------- |
| |                               |                                                                                             |                                      |                                                                                   |
| | Дмитрий Валов                 | Вратари                                                                                     | Никита Лысенков Константин Комариков | Судьи: Сергей Носов Иван Фролов Линейные судьи: Константин Сюткин Дмитрий Кокорин |
| | Голы:                         |                                                                                             |                                      | Судьи: Сергей Носов Иван Фролов Линейные судьи: Константин Сюткин Дмитрий Кокорин |
| Марат Кашапов (Никита Воронин) 21:25 Тимур Равилов (Марат Хафизов) 21:52 Руслан Гайсин (мен.) 23:59 | 1 — 0 2 — 0 3 — 0 3 — 1 3 — 2 | 37:11 Андрей Белозёров (Константин Лучевников) (бол.) 44:10 Иван Краснопёров (Олег Кудашев) |                                      | Судьи: Сергей Носов Иван Фролов Линейные судьи: Константин Сюткин Дмитрий Кокорин |
| |                               |                                                                                             |                                      | Судьи: Сергей Носов Иван Фролов Линейные судьи: Константин Сюткин Дмитрий Кокорин |
| |                               |                                                                                             |                                      | Судьи: Сергей Носов Иван Фролов Линейные судьи: Константин Сюткин Дмитрий Кокорин |
| |                               |                                                                                             |                                      | Судьи: Сергей Носов Иван Фролов Линейные судьи: Константин Сюткин Дмитрий Кокорин |
| 10 мин                                                                                              | Штраф                         | 12 мин                                                                                      |                                      | Судьи: Сергей Носов Иван Фролов Линейные судьи: Константин Сюткин Дмитрий Кокорин |
| |                               |                                                                                             |                                      |                                                                                   |
| | 34                            | Броски                                                                                      | 10                                   |                                                                                   |

| 25 марта 2015 16:30 | Мечел | 4 : 2 (2:0, 0:1, 2:1) | Батыр | ЛДС «Мечел», Челябинск Зрителей: 450 |

| Отчёт | Отчёт                               | Отчёт                                                                                             | Отчёт         | Отчёт                                                                                |
| --- | ----------------------------------- | ------------------------------------------------------------------------------------------------- | ------------- | ------------------------------------------------------------------------------------ |
| |                                     |                                                                                                   |               |                                                                                      |
| | Константин Комариков                | Вратари                                                                                           | Дмитрий Валов | Судьи: Михаил Сюрдяев Николай Акузовский Линейные судьи: Кирилл Смирнов Илья Савенко |
| | Голы:                               |                                                                                                   |               | Судьи: Михаил Сюрдяев Николай Акузовский Линейные судьи: Кирилл Смирнов Илья Савенко |
| Илья Ситников (Олег Кудашев) 7:03 Андрей Белозёров (Максим Капитуров, Иван Краснопёров) (бол.) 9:36 Виктор Дубель (Михаил Коновалов) 47:54 Андрей Белозёров (Максим Капитуров) (бол.) 50:31 | 1 — 0 2 — 0 2 — 1 3 — 1 4 — 1 4 — 2 | 33:51 Илья Игнатенко (Никита Самойлов, Денис Фёдоров) (бол.) 51:52 Илья Игнатенко (Денис Фёдоров) |               | Судьи: Михаил Сюрдяев Николай Акузовский Линейные судьи: Кирилл Смирнов Илья Савенко |
| |                                     |                                                                                                   |               | Судьи: Михаил Сюрдяев Николай Акузовский Линейные судьи: Кирилл Смирнов Илья Савенко |
| |                                     |                                                                                                   |               | Судьи: Михаил Сюрдяев Николай Акузовский Линейные судьи: Кирилл Смирнов Илья Савенко |
| |                                     |                                                                                                   |               | Судьи: Михаил Сюрдяев Николай Акузовский Линейные судьи: Кирилл Смирнов Илья Савенко |
| 10 мин | Штраф                               | 20 мин                                                                                            |               | Судьи: Михаил Сюрдяев Николай Акузовский Линейные судьи: Кирилл Смирнов Илья Савенко |
| |                                     |                                                                                                   |               |                                                                                      |
| | 27                                  | Броски                                                                                            | 31            |                                                                                      |

| 26 марта 2015 16:30 | Мечел | 2 : 6 (1:1, 0:3, 1:2) | Батыр | ЛДС «Мечел», Челябинск Зрителей: 470 |

| Отчёт                                                                                 | Отчёт                                         | Отчёт | Отчёт         | Отчёт                                                                                 |
| ------------------------------------------------------------------------------------- | --------------------------------------------- | --- | ------------- | ------------------------------------------------------------------------------------- |
|                                                                                       |                                               | |               |                                                                                       |
|                                                                                       | Константин Комариков                          | Вратари | Дмитрий Валов | Судьи: Михаил Сюрдяев Николай Акузовский Линейные судьи: Кирилл Смирнов Дмитрий Орлов |
|                                                                                       | Голы:                                         | |               | Судьи: Михаил Сюрдяев Николай Акузовский Линейные судьи: Кирилл Смирнов Дмитрий Орлов |
| Виктор Дубель (Михаил Коновалов) 19:04 Иван Краснопёров (Константин Лучевников) 47:28 | 0 — 1 — 1 1 — 1 1 — 3 1 — 4 2 — 4 2 — 5 2 — 6 | 5:09 Владимир Вершинин (Владислав Игнатенко, Василий Анискин) 26:31 Денис Фёдоров 27:47 Денис Фёдоров (Никита Самойлов) 36:44 Ранис Миргалиев 52:36 Александр Дьяков (Александр Янчук, Владимир Вершинин) 58:13 Александр Дьяков (Василий Анискин) |               | Судьи: Михаил Сюрдяев Николай Акузовский Линейные судьи: Кирилл Смирнов Дмитрий Орлов |
|                                                                                       |                                               | |               | Судьи: Михаил Сюрдяев Николай Акузовский Линейные судьи: Кирилл Смирнов Дмитрий Орлов |
|                                                                                       |                                               | |               | Судьи: Михаил Сюрдяев Николай Акузовский Линейные судьи: Кирилл Смирнов Дмитрий Орлов |
|                                                                                       |                                               | |               | Судьи: Михаил Сюрдяев Николай Акузовский Линейные судьи: Кирилл Смирнов Дмитрий Орлов |
| 4 мин                                                                                 | Штраф                                         | 6 мин |               | Судьи: Михаил Сюрдяев Николай Акузовский Линейные судьи: Кирилл Смирнов Дмитрий Орлов |
|                                                                                       |                                               | |               |                                                                                       |
|                                                                                       | 30                                            | Броски | 37            |                                                                                       |

### Западная конференция
Один из главных фаворитов против главной сенсации нынешнего плей-офф. Воронежская команда ожидаемо, хоть и не без проблем преодолела первую преграду лице ХК «Брянск», а «Варяги» в четырех матчах отправили на отдых одну из лучших команд регулярного чемпионата «Дмитров» и останавливаться на достигнутом явно не собираются.
| 22 марта 2015 13:00 | СКА-Варяги | 1 : 2 (1:1, 0:1, 0:0) | Россошь | Ледовая арена «Хорс», Посёлок им. Морозова Зрителей: 900 |

| Отчёт                                 | Отчёт             | Отчёт                                                                                                  | Отчёт            | Отчёт                                                                           |
| ------------------------------------- | ----------------- | --- | ---------------- | ------------------------------------------------------------------------------- |
|                                       |                   | |                  |                                                                                 |
|                                       | Константин Волков | Вратари                                                                                                | Виталий Пантыкин | Судьи: Виктор Бирин Иван Тютнев Линейные судьи: Александр Смирнов Михаил Осипов |
|                                       | Голы:             | |                  | Судьи: Виктор Бирин Иван Тютнев Линейные судьи: Александр Смирнов Михаил Осипов |
| Никита Дыняк (Станислав Кевлин) 04:21 | 1 — 0 1 — 1 1 — 2 | 17:57 Никита Букия (Владислав Мозжаков, Александр Шипилов) 35:41 Александр Николишин (Андрей Кувшинов) |                  | Судьи: Виктор Бирин Иван Тютнев Линейные судьи: Александр Смирнов Михаил Осипов |
|                                       |                   | |                  | Судьи: Виктор Бирин Иван Тютнев Линейные судьи: Александр Смирнов Михаил Осипов |
|                                       |                   | |                  | Судьи: Виктор Бирин Иван Тютнев Линейные судьи: Александр Смирнов Михаил Осипов |
|                                       |                   | |                  | Судьи: Виктор Бирин Иван Тютнев Линейные судьи: Александр Смирнов Михаил Осипов |
| 59 мин                                | Штраф             | 16 мин                                                                                                 |                  | Судьи: Виктор Бирин Иван Тютнев Линейные судьи: Александр Смирнов Михаил Осипов |
|                                       |                   | |                  |                                                                                 |
|                                       | 17                | Броски                                                                                                 | 39               |                                                                                 |

| 23 марта 2015 19:00 | СКА-Варяги | 2 : 1 (0:0, 1:0, 1:1) | Россошь | Ледовая арена «Хорс», Посёлок им. Морозова Зрителей: 600 |

| Отчёт                                                                                     | Отчёт             | Отчёт                                                                 | Отчёт            | Отчёт                                                                           |
| ----------------------------------------------------------------------------------------- | ----------------- | --------------------------------------------------------------------- | ---------------- | ------------------------------------------------------------------------------- |
|                                                                                           |                   |                                                                       |                  |                                                                                 |
|                                                                                           | Константин Волков | Вратари                                                               | Виталий Пантыкин | Судьи: Виктор Бирин Иван Тютнев Линейные судьи: Александр Смирнов Михаил Осипов |
|                                                                                           | Голы:             |                                                                       |                  | Судьи: Виктор Бирин Иван Тютнев Линейные судьи: Александр Смирнов Михаил Осипов |
| Артём Кора (Максим Яцканич, Станислав Кевлин) 26:44 Никита Дыняк (Федор Ведерников) 55:45 | 1 — 0 1 — 1 2 — 1 | 54:35 Андрей Белозёров (Дмитрий Кузнецов, Александр Николишин) (бол.) |                  | Судьи: Виктор Бирин Иван Тютнев Линейные судьи: Александр Смирнов Михаил Осипов |
|                                                                                           |                   |                                                                       |                  | Судьи: Виктор Бирин Иван Тютнев Линейные судьи: Александр Смирнов Михаил Осипов |
|                                                                                           |                   |                                                                       |                  | Судьи: Виктор Бирин Иван Тютнев Линейные судьи: Александр Смирнов Михаил Осипов |
|                                                                                           |                   |                                                                       |                  | Судьи: Виктор Бирин Иван Тютнев Линейные судьи: Александр Смирнов Михаил Осипов |
| 45 мин                                                                                    | Штраф             | 16 мин                                                                |                  | Судьи: Виктор Бирин Иван Тютнев Линейные судьи: Александр Смирнов Михаил Осипов |
|                                                                                           |                   |                                                                       |                  |                                                                                 |
|                                                                                           | 21                | Броски                                                                | 28               |                                                                                 |

| 26 марта 2015 18:00 | Россошь | 4 : 2 (0:0, 2:2, 2:0) | СКА-Варяги | ЛД «Россошь», Россошь Зрителей: 504 |

| Отчёт | Отчёт                               | Отчёт | Отчёт             | Отчёт                                                                                  |
| --- | ----------------------------------- | --- | ----------------- | -------------------------------------------------------------------------------------- |
| |                                     | |                   |                                                                                        |
| | Виталий Пантыкин                    | Вратари | Константин Волков | Судьи: Владимир Мочалов Антон Прокуратов Линейные судьи: Борис Кузьмин Павел Филимонов |
| | Голы:                               | |                   | Судьи: Владимир Мочалов Антон Прокуратов Линейные судьи: Борис Кузьмин Павел Филимонов |
| Александр Николишин (Андрей Кувшинов) (бол.) 30:34 Александр Николишин (Андрей Белозёров) (мен.) 35:43 Евгений Шевчук (Андрей Белозёров, Александр Николишин) (бол.) 41:14 Сергей Иванов (Даниил Акиньшин) 56:20 | 0 — 1 0 — 2 1 — 2 2 — 2 3 — 2 4 — 2 | 25:52 Станислав Шепитько (Никита Макарицкий, Никита Дыняк) 26:15 Артём Чернов (Павел Новожилов, Фёдор Ведерников) |                   | Судьи: Владимир Мочалов Антон Прокуратов Линейные судьи: Борис Кузьмин Павел Филимонов |
| |                                     | |                   | Судьи: Владимир Мочалов Антон Прокуратов Линейные судьи: Борис Кузьмин Павел Филимонов |
| |                                     | |                   | Судьи: Владимир Мочалов Антон Прокуратов Линейные судьи: Борис Кузьмин Павел Филимонов |
| |                                     | |                   | Судьи: Владимир Мочалов Антон Прокуратов Линейные судьи: Борис Кузьмин Павел Филимонов |
| 10 мин | Штраф                               | 12 мин |                   | Судьи: Владимир Мочалов Антон Прокуратов Линейные судьи: Борис Кузьмин Павел Филимонов |
| |                                     | |                   |                                                                                        |
| | 46                                  | Броски | 26                |                                                                                        |

| 27 марта 2015 18:00 | Россошь | 6 : 0 (5:0, 1:0, 0:0) | СКА-Варяги | ЛД «Россошь», Россошь Зрителей: 536 |

| Отчёт | Отчёт                               | Отчёт   | Отчёт             | Отчёт                                                                                  |
| --- | ----------------------------------- | ------- | ----------------- | -------------------------------------------------------------------------------------- |
| |                                     |         |                   |                                                                                        |
| | Виталий Пантыкин                    | Вратари | Константин Волков | Судьи: Владимир Мочалов Антон Прокуратов Линейные судьи: Борис Кузьмин Павел Филимонов |
| | Голы:                               |         |                   | Судьи: Владимир Мочалов Антон Прокуратов Линейные судьи: Борис Кузьмин Павел Филимонов |
| Алексей Князев (Даниил Акиньшин) 3:31 Роман Горбачёв (Виктор Кальной) 07:54 Даниил Акиньшин (Сергей Иванов, Алексей Князев) 8:43 Андрей Белозёров (Андрей Кувшинов) 9:16 Егор Власов (Руслан Рубцов) 10:35 Никита Букия (Роман Горбачёв) 35:34 | 1 — 0 2 — 0 3 — 0 4 — 0 5 — 0 6 — 0 |         |                   | Судьи: Владимир Мочалов Антон Прокуратов Линейные судьи: Борис Кузьмин Павел Филимонов |
| |                                     |         |                   | Судьи: Владимир Мочалов Антон Прокуратов Линейные судьи: Борис Кузьмин Павел Филимонов |
| |                                     |         |                   | Судьи: Владимир Мочалов Антон Прокуратов Линейные судьи: Борис Кузьмин Павел Филимонов |
| |                                     |         |                   | Судьи: Владимир Мочалов Антон Прокуратов Линейные судьи: Борис Кузьмин Павел Филимонов |
| 14 мин | Штраф                               | 12 мин  |                   | Судьи: Владимир Мочалов Антон Прокуратов Линейные судьи: Борис Кузьмин Павел Филимонов |
| |                                     |         |                   |                                                                                        |
| | 32                                  | Броски  | 19                |                                                                                        |

В первом раунде оба соперника не испытали серьезных проблем. Ярославцы спокойно разобрались с «Ракетой», а «Зеленоград» в трех матчах отправил в отпуск литовский «Жальгирис». Для обеих команд новое испытание будет гораздо серьезнее, хотя фаворитом пока выглядят «железнодорожники».
| 22 марта 2015 13:00 | Зеленоград | 1 : 2 (1:0, 0:0, 0:2) | Локо-Юниор | ЛДС «Зеленоградский», Зеленоград Зрителей: 450 |

| Отчёт                                        | Отчёт             | Отчёт                                                                                            | Отчёт         | Отчёт                                                                     |
| -------------------------------------------- | ----------------- | ------------------------------------------------------------------------------------------------ | ------------- | ------------------------------------------------------------------------- |
|                                              |                   |                                                                                                  |               |                                                                           |
|                                              | Семён Рябов       | Вратари                                                                                          | Данил Кудашев | Судьи: Александр Солнцев Алексей Светилов Линейный судья: Роман Колонутов |
|                                              | Голы:             |                                                                                                  |               | Судьи: Александр Солнцев Алексей Светилов Линейный судья: Роман Колонутов |
| Константин Пименов (Александр Сабуров) 11:56 | 1 — 0 1 — 1 1 — 2 | 51:52 Александр Елесин (Иван Данилов) (мен.) 59:08 Иван Данилов (Артём Смирнов, Павел Кудрявцев) |               | Судьи: Александр Солнцев Алексей Светилов Линейный судья: Роман Колонутов |
|                                              |                   |                                                                                                  |               | Судьи: Александр Солнцев Алексей Светилов Линейный судья: Роман Колонутов |
|                                              |                   |                                                                                                  |               | Судьи: Александр Солнцев Алексей Светилов Линейный судья: Роман Колонутов |
|                                              |                   |                                                                                                  |               | Судьи: Александр Солнцев Алексей Светилов Линейный судья: Роман Колонутов |
| 10 мин                                       | Штраф             | 14 мин                                                                                           |               | Судьи: Александр Солнцев Алексей Светилов Линейный судья: Роман Колонутов |
|                                              |                   |                                                                                                  |               |                                                                           |
|                                              | 26                | Броски                                                                                           | 34            |                                                                           |

| 23 марта 2015 18:30 | Зеленоград | 3 : 2 Б (0:1, 1:1, 1:0, 0:0, 1:0) | Локо-Юниор | ЛДС «Зеленоградский», Зеленоград Зрителей: 450 |

| Отчёт | Отчёт                            | Отчёт | Отчёт         | Отчёт                                                                                |
| --- | -------------------------------- | --- | ------------- | ------------------------------------------------------------------------------------ |
| |                                  | |               |                                                                                      |
| | Семён Рябов                      | Вратари | Данил Кудашев | Судьи: Иван Ермолаев Андрей Свиргун Линейные судьи: Александр Черенков Иван Гладышев |
| | Голы:                            | |               | Судьи: Иван Ермолаев Андрей Свиргун Линейные судьи: Александр Черенков Иван Гладышев |
| Кирилл Белоусов (Дмитрий Кравец, Петр Пирогов) 32:10 Дмитрий Кравец (Илья Малашкевич, Алексей Зиновьев) 57:30 Алексей Зиновьев Алексей Базанов Владислав Барулин | 0 — 1 0 — 2 1 — 2 2 — 2 Буллиты: | 14:20 Алексей Филатов (Алексей Турчанинов, Михаил Горшков) 26:34 Артём Смирнов (Павел Кудрявцев) (бол.) Сергей Жилов Михаил Сидоров Артур Каюмов |               | Судьи: Иван Ермолаев Андрей Свиргун Линейные судьи: Александр Черенков Иван Гладышев |
| |                                  | |               | Судьи: Иван Ермолаев Андрей Свиргун Линейные судьи: Александр Черенков Иван Гладышев |
| |                                  | |               | Судьи: Иван Ермолаев Андрей Свиргун Линейные судьи: Александр Черенков Иван Гладышев |
| |                                  | |               | Судьи: Иван Ермолаев Андрей Свиргун Линейные судьи: Александр Черенков Иван Гладышев |
| 10 мин | Штраф                            | 14 мин |               | Судьи: Иван Ермолаев Андрей Свиргун Линейные судьи: Александр Черенков Иван Гладышев |
| |                                  | |               |                                                                                      |
| | 23                               | Броски | 39            |                                                                                      |

| 26 марта 2015 18:00 | Локо-Юниор | 3 : 1 (0:0, 1:1, 2:0) | Зеленоград | ДС «Торпедо», Ярославль Зрителей: 300 |

| Отчёт | Отчёт                   | Отчёт                                                     | Отчёт       | Отчёт                                                                                      |
| --- | ----------------------- | --------------------------------------------------------- | ----------- | ------------------------------------------------------------------------------------------ |
| |                         |                                                           |             |                                                                                            |
| | Максим Сидоров          | Вратари                                                   | Семён Рябов | Судьи: Владимир Андрианов Антон Гофман Линейные судьи: Евгений Шамшуваров Михаил Ибрагимов |
| | Голы:                   |                                                           |             | Судьи: Владимир Андрианов Антон Гофман Линейные судьи: Евгений Шамшуваров Михаил Ибрагимов |
| Алексей Филатов (Артур Каюмов, Егор Фатеев) (бол.) 27:32 Илья Назаров (Егор Фатеев) 57:14 Игорь Бондырев (Иван Данилов, Кирилл Меляков) 59:38 | 1 — 0 1 — 1 2 — 1 3 — 1 | 39:46 Владислав Барулин (Алексей Комлев, Алексей Базанов) |             | Судьи: Владимир Андрианов Антон Гофман Линейные судьи: Евгений Шамшуваров Михаил Ибрагимов |
| |                         |                                                           |             | Судьи: Владимир Андрианов Антон Гофман Линейные судьи: Евгений Шамшуваров Михаил Ибрагимов |
| |                         |                                                           |             | Судьи: Владимир Андрианов Антон Гофман Линейные судьи: Евгений Шамшуваров Михаил Ибрагимов |
| |                         |                                                           |             | Судьи: Владимир Андрианов Антон Гофман Линейные судьи: Евгений Шамшуваров Михаил Ибрагимов |
| 16 мин | Штраф                   | 10 мин                                                    |             | Судьи: Владимир Андрианов Антон Гофман Линейные судьи: Евгений Шамшуваров Михаил Ибрагимов |
| |                         |                                                           |             |                                                                                            |
| | 22                      | Броски                                                    | 27          |                                                                                            |

| 27 марта 2015 18:00 | Локо-Юниор | 2 : 3 Б (0:2, 1:0, 1:0, 0:0, 0:1) | Зеленоград | ДС «Торпедо», Ярославль Зрителей: 450 |

| Отчёт | Отчёт                                  | Отчёт | Отчёт       | Отчёт                                                                                |
| --- | -------------------------------------- | --- | ----------- | ------------------------------------------------------------------------------------ |
| |                                        | |             |                                                                                      |
| | Максим Сидоров                         | Вратари | Семён Рябов | Судьи: Владимир Андрианов Антон Гофман Линейные судьи: Сергей Хартин Алексей Барышев |
| | Голы:                                  | |             | Судьи: Владимир Андрианов Антон Гофман Линейные судьи: Сергей Хартин Алексей Барышев |
| Игорь Бондырев (Александр Елесин, Иван Данилов) (бол.) 22:57 Артём Смирнов (Илья Назаров, Егор Фатеев) 47:20 Артём Колонистов Павел Кудрявцев Артур Каюмов | 0 — 1 0 — 2 1 — 2 2 — 2 Буллиты: 2 — 3 | 2:21 Алексей Зиновьев (Денис Галушка, Пётр Пирогов) (бол.) 15:16 Роман Ростков (Александр Сабуров, Константин Пименов) Алексей Зиновьев Владислав Барулин Пётр Пирогов |             | Судьи: Владимир Андрианов Антон Гофман Линейные судьи: Сергей Хартин Алексей Барышев |
| |                                        | |             | Судьи: Владимир Андрианов Антон Гофман Линейные судьи: Сергей Хартин Алексей Барышев |
| |                                        | |             | Судьи: Владимир Андрианов Антон Гофман Линейные судьи: Сергей Хартин Алексей Барышев |
| |                                        | |             | Судьи: Владимир Андрианов Антон Гофман Линейные судьи: Сергей Хартин Алексей Барышев |
| 14 мин | Штраф                                  | 8 мин |             | Судьи: Владимир Андрианов Антон Гофман Линейные судьи: Сергей Хартин Алексей Барышев |
| |                                        | |             |                                                                                      |
| | 33                                     | Броски | 33          |                                                                                      |

| 29 марта 2015 13:00 | Локо-Юниор | 1 : 2 ОТ (0:0, 0:1, 1:0, 0:1) | Зеленоград | ДС «Торпедо», Ярославль Зрителей: 250 |

| Отчёт                                   | Отчёт           | Отчёт                                                                             | Отчёт       | Отчёт                                                                                    |
| --------------------------------------- | --------------- | --------------------------------------------------------------------------------- | ----------- | ---------------------------------------------------------------------------------------- |
|                                         |                 |                                                                                   |             |                                                                                          |
|                                         | Максим Сидоров  | Вратари                                                                           | Семён Рябов | Судьи: Александр Соин Александр Солнцев Линейные судьи: Илья Полетаев Евгений Шамшуваров |
|                                         | Голы:           |                                                                                   |             | Судьи: Александр Соин Александр Солнцев Линейные судьи: Илья Полетаев Евгений Шамшуваров |
| Артём Колонистов (Михаил Горшков) 42:29 | 0 — 1 — 1 1 — 2 | 27:21 Константин Пименов (Роман Ростков) 64:54 Владислав Барулин (Дмитрий Кравец) |             | Судьи: Александр Соин Александр Солнцев Линейные судьи: Илья Полетаев Евгений Шамшуваров |
|                                         |                 |                                                                                   |             | Судьи: Александр Соин Александр Солнцев Линейные судьи: Илья Полетаев Евгений Шамшуваров |
|                                         |                 |                                                                                   |             | Судьи: Александр Соин Александр Солнцев Линейные судьи: Илья Полетаев Евгений Шамшуваров |
|                                         |                 |                                                                                   |             | Судьи: Александр Соин Александр Солнцев Линейные судьи: Илья Полетаев Евгений Шамшуваров |
| 6 мин                                   | Штраф           | 8 мин                                                                             |             | Судьи: Александр Соин Александр Солнцев Линейные судьи: Илья Полетаев Евгений Шамшуваров |
|                                         |                 |                                                                                   |             |                                                                                          |
|                                         | 45              | Броски                                                                            | 24          |                                                                                          |

### Лучшие игроки раунда
Лучшим нападающим во второй раз подряд признан Никита Сафронов из учалинского «Горняка». Никита провел 3 матча, забросил 8 шайб (в двух встречах отметился хет-триком) и сделал 1 результативную передачу при показателе полезности +4.
Лучшим защитником становится Артем Смирнов, представляющий ярославский «Локо-Юниор». На его счету 5 матчей, 1 заброшенная шайба и 2 результативные передачи при показателе полезности +4.
Лучшим голкипером стал Виталий Пантыкин из воронежской «Россоши». Виталий сыграл 4 матча, в одном из которых не пропускал. Коэффициент надежности — 1.25, процент отраженных бросков — 94,2 за игру.

## Полуфиналы Кубка Регионов
Для серии матчей 1/2 финала плей-офф пары команд-участниц определяются по следующему принципу: команда конференции «Запад», занявшая более высокое место, играет с командой конференции «Восток», занявшей более низкое место. Вторую пару составляют две другие команды-участницы.

### (1) Горняк — (4) Зеленоград
После тяжелого пятиматчевого противостояния с «Локо-Юниор», «Зеленограду» предстоит ещё более серьёзное испытание. На данный момент все лидирующие позиции (кроме количества штрафных минут) в нынешнем плей-офф занимают учалинцы. Особенно выделяется Никита Сафронов, лучший бомбардир и снайпер Кубка Регионов. Здорово играет и голкипер «Горняка» Артур Гайдуллин (дважды игрок месяца в регулярном чемпионате). Однако это не значит, что «Зеленоград» сдастся без боя, ведь и в составе этого клуба достаточно исполнителей, способных решить любой отдельно взятый эпизод в свою пользу.
| 4 апреля 2015 13:00 | Зеленоград | 3 : 1 (1:0, 2:0, 0:1) | Горняк | ЛДС «Зеленоградский», Зеленоград Зрителей: 500 |

| Отчёт | Отчёт | Отчёт                                                          | Отчёт | Отчёт |  |
| --- | --- | -------------------------------------------------------------- | --- | --- |  |
| | |                                                                | | |  |
| | Семён Рябов | Вратари                                                        | Артур Гайдуллин Иван Рогалёв | Судьи: Антон Демура Александр Солнцев Линейные судьи: Дмитрий Клочков Егор Уваров |  |
| | Голы: |                                                                | | Судьи: Антон Демура Александр Солнцев Линейные судьи: Дмитрий Клочков Егор Уваров |  |
| Александр Сабуров (Михаил Жолобов, Дмитрий Иванов) 16:00 Владислав Буянов (Александр Сабуров) 35:17 Петр Пирогов 37:08 | 1 — 0 2 — 0 3 — 0 3 — 1 | 49:18 Никита Сафронов (Дмитрий Антонов, Дмитрий Цапаев) (бол.) | | Судьи: Антон Демура Александр Солнцев Линейные судьи: Дмитрий Клочков Егор Уваров |  |
| | |                                                                | | Судьи: Антон Демура Александр Солнцев Линейные судьи: Дмитрий Клочков Егор Уваров |  |
| | |                                                                | | Судьи: Антон Демура Александр Солнцев Линейные судьи: Дмитрий Клочков Егор Уваров |  |
| | |                                                                | | Судьи: Антон Демура Александр Солнцев Линейные судьи: Дмитрий Клочков Егор Уваров |  |
| 10 мин | Штраф | 4 мин                                                          | | Судьи: Антон Демура Александр Солнцев Линейные судьи: Дмитрий Клочков Егор Уваров |  |
| | |                                                                | | |  |
| | 34 | Броски                                                         | 32 | |  |
| | |                                                                | | |  |
| | Николай Щедров | Тренер                                                         | Владимир Герасимов | |  |
| И. Малашкевич, В. Буянов, И. Лещёв, Д. Григорян, Е. Яковлев, П. Гусев, А. Сабуров, Р. Мамчицс, В. Барулин, А. Комлев, К. Пименов, Д. Иванов, С. Рябов, М. Жолобов, А. Базанов, Д. Галушка, Л. Поботаев, Р. Ростков, Д. Кравец, И. Буянов, А. Луговой, П. Пирогов | И. Малашкевич, В. Буянов, И. Лещёв, Д. Григорян, Е. Яковлев, П. Гусев, А. Сабуров, Р. Мамчицс, В. Барулин, А. Комлев, К. Пименов, Д. Иванов, С. Рябов, М. Жолобов, А. Базанов, Д. Галушка, Л. Поботаев, Р. Ростков, Д. Кравец, И. Буянов, А. Луговой, П. Пирогов | Состав                                                         | А. Гайдуллин, Е. Шалапов, А. Филимонов, Р. Мухаметзянов, Э. Кадырметов, С. Сурин, А. Наговицын, Е. Смирнов, В. Буряк, А. Кошелев, А. Нечкин, И. Рогалёв, Ш. Фаттахов, Е. Озолин, Д. Антонов, М. Бабинчук, А. Долгушев, А. Хасанов, Д. Цапаев, Н. Сафронов | А. Гайдуллин, Е. Шалапов, А. Филимонов, Р. Мухаметзянов, Э. Кадырметов, С. Сурин, А. Наговицын, Е. Смирнов, В. Буряк, А. Кошелев, А. Нечкин, И. Рогалёв, Ш. Фаттахов, Е. Озолин, Д. Антонов, М. Бабинчук, А. Долгушев, А. Хасанов, Д. Цапаев, Н. Сафронов |  |

| 5 апреля 2015 13:00 | Зеленоград | 2 : 4 (1:1, 1:2, 0:1) | Горняк | ЛДС «Зеленоградский», Зеленоград Зрителей: 500 |

| Отчёт | Отчёт | Отчёт | Отчёт | Отчёт |  |
| --- | --- | --- | --- | --- |  |
| | | | | |  |
| | Семён Рябов | Вратари | Артур Гайдуллин Иван Рогалёв | Судьи: Виктор Бирин Александр Солнцев Линейные судьи: Александр Радионов Кирилл Журавлёв |  |
| | Голы: | | | Судьи: Виктор Бирин Александр Солнцев Линейные судьи: Александр Радионов Кирилл Журавлёв |  |
| Дмитрий Кравец (Алексей Зиновьев, Пётр Пирогов) 14:29 Алексей Базанов (Имантс Лещёв, Михаил Жолобов) 26:06 | 0 — 1 — 1 2 — 1 2 — 2 2 — 3 2 — 4 | 3:51 Виталий Буряк (Эмиль Кадырметов, Рафаэль Мухаметзянов) 29:39 Дмитрий Антонов (Никита Сафронов) 32:02 Антон Кошелев 43:59 Никита Сафронов (Дмитрий Антонов) | | Судьи: Виктор Бирин Александр Солнцев Линейные судьи: Александр Радионов Кирилл Журавлёв |  |
| | | | | Судьи: Виктор Бирин Александр Солнцев Линейные судьи: Александр Радионов Кирилл Журавлёв |  |
| | | | | Судьи: Виктор Бирин Александр Солнцев Линейные судьи: Александр Радионов Кирилл Журавлёв |  |
| | | | | Судьи: Виктор Бирин Александр Солнцев Линейные судьи: Александр Радионов Кирилл Журавлёв |  |
| 12 мин | Штраф | 16 мин | | Судьи: Виктор Бирин Александр Солнцев Линейные судьи: Александр Радионов Кирилл Журавлёв |  |
| | | | | |  |
| | 33 | Броски | 32 | |  |
| | | | | |  |
| | Николай Щедров | Тренер | Владимир Герасимов | |  |
| И. Малашкевич, В. Буянов, И. Лещёв, Д. Григорян, Е. Яковлев, П. Гусев, А. Сабуров, Р. Мамчицс, В. Барулин, А. Комлев, К. Пименов, Д. Иванов, С. Рябов, М. Жолобов, А. Базанов, Д. Галушка, Л. Поботаев, Р. Ростков, А. Зиновьев, Д. Кравец, И. Буянов, П. Пирогов | И. Малашкевич, В. Буянов, И. Лещёв, Д. Григорян, Е. Яковлев, П. Гусев, А. Сабуров, Р. Мамчицс, В. Барулин, А. Комлев, К. Пименов, Д. Иванов, С. Рябов, М. Жолобов, А. Базанов, Д. Галушка, Л. Поботаев, Р. Ростков, А. Зиновьев, Д. Кравец, И. Буянов, П. Пирогов | Состав | А. Гайдуллин, Е. Шалапов, Р. Мухаметзянов, Э. Кадырметов, С. Сурин, А. Наговицын, Е. Смирнов, В. Буряк, А. Кошелев, И. Рогалёв, Ш. Фаттахов, Е. Озолин, Д. Антонов, М. Бабинчук, А. Долгушев, А. Хасанов, Д. Цапаев, Д. Файрушин, Р. Муратов, Н. Сафронов | А. Гайдуллин, Е. Шалапов, Р. Мухаметзянов, Э. Кадырметов, С. Сурин, А. Наговицын, Е. Смирнов, В. Буряк, А. Кошелев, И. Рогалёв, Ш. Фаттахов, Е. Озолин, Д. Антонов, М. Бабинчук, А. Долгушев, А. Хасанов, Д. Цапаев, Д. Файрушин, Р. Муратов, Н. Сафронов |  |

| 8 апреля 2015 16:30 | Горняк | 5 : 1 (1:0, 4:0, ) | Зеленоград | Ледовая Арена «Горняк», Учалы Зрителей: 856 |

| Отчёт | Отчёт | Отчёт                                       | Отчёт | Отчёт |  |
| --- | --- | ------------------------------------------- | --- | --- |  |
| | |                                             | | |  |
| | Артур Гайдуллин | Вратари                                     | Семён Рябов | Судьи: Дмитрий Мальцев Антон Кислов Линейные судьи: Яков Полей Дмитрий Дроздов |  |
| | Голы: |                                             | | Судьи: Дмитрий Мальцев Антон Кислов Линейные судьи: Яков Полей Дмитрий Дроздов |  |
| Виталий Буряк (Александр Долгушев) 1:59 Никита Сафронов (Егор Озолин, Дмитрий Цапаев) (мен.) 23:17 Никита Сафронов (Евгений Смирнов, Дмитрий Антонов) (бол.) 31:43 Дмитрий Антонов (Никита Сафронов) 39:13 Виталий Буряк (Сергей Сурин, Дмитрий Цапаев) 39:58         | 1 — 0 2 — 0 3 — 0 4 — 0 5 — 0 5 — 1 | 41:05 Андрей Луговой (Роман Ростков) (бол.) | | Судьи: Дмитрий Мальцев Антон Кислов Линейные судьи: Яков Полей Дмитрий Дроздов |  |
| | |                                             | | Судьи: Дмитрий Мальцев Антон Кислов Линейные судьи: Яков Полей Дмитрий Дроздов |  |
| | |                                             | | Судьи: Дмитрий Мальцев Антон Кислов Линейные судьи: Яков Полей Дмитрий Дроздов |  |
| | |                                             | | Судьи: Дмитрий Мальцев Антон Кислов Линейные судьи: Яков Полей Дмитрий Дроздов |  |
| 14 мин | Штраф | 14 мин                                      | | Судьи: Дмитрий Мальцев Антон Кислов Линейные судьи: Яков Полей Дмитрий Дроздов |  |
| | |                                             | | |  |
| | 35 | Броски                                      | 25 | |  |
| | |                                             | | |  |
| | Владимир Герасимов | Тренер                                      | Николай Щедров | |  |
| А. Гайдуллин, Е. Шалапов, Р. Мухаметзянов, Э. Кадырметов, С. Сурин, А. Наговицын, Е. Смирнов, В. Буряк, А. Кошелев, И. Рогалёв, Ш. Фаттахов, Е. Озолин, Д. Муратов, Д. Антонов, М. Бабинчук, А. Долгушев, А. Хасанов, Д. Цапаев, Д. Файрушин, Р. Муратов, Н. Сафронов | А. Гайдуллин, Е. Шалапов, Р. Мухаметзянов, Э. Кадырметов, С. Сурин, А. Наговицын, Е. Смирнов, В. Буряк, А. Кошелев, И. Рогалёв, Ш. Фаттахов, Е. Озолин, Д. Муратов, Д. Антонов, М. Бабинчук, А. Долгушев, А. Хасанов, Д. Цапаев, Д. Файрушин, Р. Муратов, Н. Сафронов | Состав                                      | И. Малашкевич, В. Буянов, И. Лещёв, Д. Григорян, П. Гусев, А. Сабуров, Р. Мамчицс, В. Барулин, А. Комлев, К. Пименов, С. Рябов, М. Жолобов, А. Базанов, Д. Галушка, Л. Поботаев, Р. Ростков, А. Зиновьев, Д. Кравец, И. Буянов, А. Луговой, Ю. Шустров, П. Пирогов | И. Малашкевич, В. Буянов, И. Лещёв, Д. Григорян, П. Гусев, А. Сабуров, Р. Мамчицс, В. Барулин, А. Комлев, К. Пименов, С. Рябов, М. Жолобов, А. Базанов, Д. Галушка, Л. Поботаев, Р. Ростков, А. Зиновьев, Д. Кравец, И. Буянов, А. Луговой, Ю. Шустров, П. Пирогов |  |

| 9 апреля 2015 16:30 | Горняк | 4 : 2 (1:1, 2:1, 1:0) | Зеленоград | Ледовая Арена «Горняк», Учалы Зрителей: 978 |

| Отчёт | Отчёт | Отчёт | Отчёт | Отчёт |  |
| --- | --- | --- | --- | --- |  |
| | | | | |  |
| | Артур Гайдуллин | Вратари | Семён Рябов | Судьи: Дмитрий Мальцев Антон Кислов Линейные судьи: Яков Полей Дмитрий Дроздов |  |
| | Голы: | | | Судьи: Дмитрий Мальцев Антон Кислов Линейные судьи: Яков Полей Дмитрий Дроздов |  |
| Сергей Сурин (Егор Шалапов, Анатолий Наговицын) 10:42 Анатолий Наговицын (Сергей Сурин, Шамиль Фаттахов) 35:53 Эмиль Кадырметов 36:21 Александр Долгушев (Рафаэль Мухаметзянов) 44:47                                                                               | 1 — 0 1 — 1 1 — 2 — 2 3 — 2 4 — 2 | 18:01 Юрий Шустров (Алексей Зиновьев, Дмитрий Кравец) (бол.) 26:20 Роман Ростков (Пётр Гусев, Андрей Луговой) | | Судьи: Дмитрий Мальцев Антон Кислов Линейные судьи: Яков Полей Дмитрий Дроздов |  |
| | | | | Судьи: Дмитрий Мальцев Антон Кислов Линейные судьи: Яков Полей Дмитрий Дроздов |  |
| | | | | Судьи: Дмитрий Мальцев Антон Кислов Линейные судьи: Яков Полей Дмитрий Дроздов |  |
| | | | | Судьи: Дмитрий Мальцев Антон Кислов Линейные судьи: Яков Полей Дмитрий Дроздов |  |
| 24 мин | Штраф | 24 мин | | Судьи: Дмитрий Мальцев Антон Кислов Линейные судьи: Яков Полей Дмитрий Дроздов |  |
| | | | | |  |
| | 32 | Броски | 18 | |  |
| | | | | |  |
| | Владимир Герасимов | Тренер | Николай Щедров | |  |
| А. Гайдуллин, Е. Шалапов, Р. Мухаметзянов, Э. Кадырметов, С. Сурин, А. Наговицын, Е. Смирнов, В. Буряк, А. Кошелев, Р. Роднин, И. Рогалёв, Ш. Фаттахов, Е. Озолин, Д. Муратов, Д. Антонов, М. Бабинчук, А. Долгушев, А. Хасанов, Д. Цапаев, Р. Муратов, Н. Сафронов | А. Гайдуллин, Е. Шалапов, Р. Мухаметзянов, Э. Кадырметов, С. Сурин, А. Наговицын, Е. Смирнов, В. Буряк, А. Кошелев, Р. Роднин, И. Рогалёв, Ш. Фаттахов, Е. Озолин, Д. Муратов, Д. Антонов, М. Бабинчук, А. Долгушев, А. Хасанов, Д. Цапаев, Р. Муратов, Н. Сафронов | Состав | И. Малашкевич, В. Буянов, Д. Григорян, П. Гусев, А. Сабуров, Р. Мамчицс, В. Барулин, А. Комлев, К. Пименов, Д. Иванов, С. Рябов, М. Жолобов, А. Базанов, Д. Галушка, Л. Поботаев, Р. Ростков, А. Зиновьев, Д. Кравец, И. Буянов, А. Луговой, Ю. Шустров, П. Пирогов | И. Малашкевич, В. Буянов, Д. Григорян, П. Гусев, А. Сабуров, Р. Мамчицс, В. Барулин, А. Комлев, К. Пименов, Д. Иванов, С. Рябов, М. Жолобов, А. Базанов, Д. Галушка, Л. Поботаев, Р. Ростков, А. Зиновьев, Д. Кравец, И. Буянов, А. Луговой, Ю. Шустров, П. Пирогов |  |

### (1) Россошь — (3) Батыр
«Россошь» начиная с этого раунда проводит домашние матчи плей-офф в Воронеже в ДС «Юбилейный».
Серии предыдущего раунда соперники завершили с одинаковым счетом — 3:1. Воронежская команда оказалась сильнее главной сенсации плей-офф Кубка Регионов — «СКА-Варягов». Нефтекамская дружина обыграла челябинский «Мечел». Фаворитом в этом противостоянии видится «Россошь», так как команда раз за разом демонстрирует впечатляющую игру в нападении. Однако и «Батыр» в плей-офф забивает достаточно для того, чтобы оказать достойное сопротивление в борьбе за выход в финал.
| 4 апреля 2015 15:00 | Батыр | 3 : 2 Б (1:1, 1:0, 0:1, 0:0, 1:0) | Россошь | ЛДС Нефтекамск, Нефтекамск Зрителей: 600 |

| Отчёт | Отчёт | Отчёт | Отчёт | Отчёт |  |
| --- | --- | --- | --- | --- |  |
| | | | | |  |
| | Дмитрий Валов | Вратари | Виталий Пантыкин | Судьи: Михаил Сюрдяев Иван Фролов Линейные судьи: Дмитрий Кокорин Константин Сюткин |  |
| | Голы: | | | Судьи: Михаил Сюрдяев Иван Фролов Линейные судьи: Дмитрий Кокорин Константин Сюткин |  |
| Александр Янчук (Василий Анискин) 5:01 Ранис Миргалиев (Никита Воронин, Руслан Гайсин) 29:35 Тимерхан Гайнуллин Ранис Миргалиев Руслан Гайсин | 0 — 1 — 1 2 — 1 2 — 2 Буллиты: 3 — 2 | 3:17 Алексей Князев (мен.) 50:13 Даниил Акиньшин (Алексей Князев) Сергей Иванов Алексей Князев Даниил Акиньшин | | Судьи: Михаил Сюрдяев Иван Фролов Линейные судьи: Дмитрий Кокорин Константин Сюткин |  |
| | | | | Судьи: Михаил Сюрдяев Иван Фролов Линейные судьи: Дмитрий Кокорин Константин Сюткин |  |
| | | | | Судьи: Михаил Сюрдяев Иван Фролов Линейные судьи: Дмитрий Кокорин Константин Сюткин |  |
| | | | | Судьи: Михаил Сюрдяев Иван Фролов Линейные судьи: Дмитрий Кокорин Константин Сюткин |  |
| 6 мин | Штраф | 8 мин | | Судьи: Михаил Сюрдяев Иван Фролов Линейные судьи: Дмитрий Кокорин Константин Сюткин |  |
| | | | | |  |
| | 30 | Броски | 14 | |  |
| | | | | |  |
| | Игорь Жилинский | Тренер | Олег Рудаков | |  |
| Э. Хасанов, Д. Фёдоров, В. Анискин, В. Рощин, Р. Миргалиев, Н. Самойлов, А. Дьяков, Т. Равилов, М. Кашапов, Р. Савушкин, Д. Валов, А. Цайслер, Т. Гайнуллин, А. Янчук, И. Игнатенко, А. Алферов, В. Игнатенко, Н. Воронин, А. Шалов, Р. Гайсин, М.Хафизов, В. Хотько | Э. Хасанов, Д. Фёдоров, В. Анискин, В. Рощин, Р. Миргалиев, Н. Самойлов, А. Дьяков, Т. Равилов, М. Кашапов, Р. Савушкин, Д. Валов, А. Цайслер, Т. Гайнуллин, А. Янчук, И. Игнатенко, А. Алферов, В. Игнатенко, Н. Воронин, А. Шалов, Р. Гайсин, М.Хафизов, В. Хотько | Состав | В. Мудрецов, А, Князев, А. Кувшинов, Н. Букия, В. Пантыкин, А. Константинов, Е. Шевчук, А. Шипилов, В. Кальной, Д. Горохов, И. Крылов, Р. Горбачёв, Д. Слесарев, В. Мозжаков, С. Иванов, А. Николишин, Д. Акиньшин, А. Лисовой, Р. Рубцов, А. Яцына, Д.Кузнецов, А. Белозёров | В. Мудрецов, А, Князев, А. Кувшинов, Н. Букия, В. Пантыкин, А. Константинов, Е. Шевчук, А. Шипилов, В. Кальной, Д. Горохов, И. Крылов, Р. Горбачёв, Д. Слесарев, В. Мозжаков, С. Иванов, А. Николишин, Д. Акиньшин, А. Лисовой, Р. Рубцов, А. Яцына, Д.Кузнецов, А. Белозёров |  |

| 5 апреля 2015 15:00 | Батыр | 2 : 4 (0:0, 1:2, 1:2) | Россошь | ЛДС Нефтекамск, Нефтекамск Зрителей: 500 |

| Отчёт | Отчёт | Отчёт | Отчёт | Отчёт |  |
| --- | --- | --- | --- | --- |  |
| | | | | |  |
| | Дмитрий Валов | Вратари | Виталий Пантыкин | Судьи: Иван Фролов Михаил Сюрдяев Линейные судьи: Дмитрий Кокорин Константин Сюткин |  |
| | Голы: | | | Судьи: Иван Фролов Михаил Сюрдяев Линейные судьи: Дмитрий Кокорин Константин Сюткин |  |
| Александр Янчук (Ранель Савушкин, Александр Дьяков) 36:36 Руслан Гайсин (Тимерхан Гайнуллин, Никита Воронин) 48:09 | 0 — 1 0 — 2 1 — 2 2 — 2 2 — 3 2 — 4 | 21:33 Андрей Кувшинов (Александр Николишин, Андрей Белозёров) 35:19 Даниил Акиньшин (Алексей Князев, Сергей Иванов) 50:06 Алексей Яцына (Андрей Белозёров) 59:36 Евгений Шевчук (Александр Николишин, Андрей Белозёров) | | Судьи: Иван Фролов Михаил Сюрдяев Линейные судьи: Дмитрий Кокорин Константин Сюткин |  |
| | | | | Судьи: Иван Фролов Михаил Сюрдяев Линейные судьи: Дмитрий Кокорин Константин Сюткин |  |
| | | | | Судьи: Иван Фролов Михаил Сюрдяев Линейные судьи: Дмитрий Кокорин Константин Сюткин |  |
| | | | | Судьи: Иван Фролов Михаил Сюрдяев Линейные судьи: Дмитрий Кокорин Константин Сюткин |  |
| 8 мин | Штраф | 30 мин | | Судьи: Иван Фролов Михаил Сюрдяев Линейные судьи: Дмитрий Кокорин Константин Сюткин |  |
| | | | | |  |
| | 22 | Броски | 17 | |  |
| | | | | |  |
| | Игорь Жилинский | Тренер | Олег Рудаков | |  |
| Э. Хасанов, Д. Фёдоров, В. Анискин, Р. Миргалиев, Н. Самойлов, А. Дьяков, Т. Равилов, М. Кашапов, Р. Савушкин, Д. Валов, А. Цайслер, Т. Гайнуллин, А. Янчук, И. Игнатенко, А. Алферов, В. Вершинин, В. Игнатенко, Н. Воронин, А. Шалов, Р. Гайсин, М.Хафизов, В. Хотько | Э. Хасанов, Д. Фёдоров, В. Анискин, Р. Миргалиев, Н. Самойлов, А. Дьяков, Т. Равилов, М. Кашапов, Р. Савушкин, Д. Валов, А. Цайслер, Т. Гайнуллин, А. Янчук, И. Игнатенко, А. Алферов, В. Вершинин, В. Игнатенко, Н. Воронин, А. Шалов, Р. Гайсин, М.Хафизов, В. Хотько | Состав | А. Князев, А. Егоров, А. Кувшинов, Н. Букия, В. Пантыкин, А. Константинов, Е. Шевчук, К. Комаров, В. Кальной, Д. Горохов, Е. Власов, И. Крылов, Д. Слесарев, В. Мозжаков, С. Иванов, А. Николишин, Д. Акиньшин, К. Кудренко, А. Лисовой, А. Яцына, Д.Кузнецов, А. Белозёров | А. Князев, А. Егоров, А. Кувшинов, Н. Букия, В. Пантыкин, А. Константинов, Е. Шевчук, К. Комаров, В. Кальной, Д. Горохов, Е. Власов, И. Крылов, Д. Слесарев, В. Мозжаков, С. Иванов, А. Николишин, Д. Акиньшин, К. Кудренко, А. Лисовой, А. Яцына, Д.Кузнецов, А. Белозёров |  |

| 8 апреля 2015 19:00 | Россошь | 4 : 1 (3:0, 0:1, 1:0) | Батыр | ДС «Юбилейный», Воронеж Зрителей: 1700 |

| Отчёт | Отчёт | Отчёт                                                   | Отчёт | Отчёт |  |
| --- | --- | ------------------------------------------------------- | --- | --- |  |
| | |                                                         | | |  |
| | Виталий Пантыкин | Вратари                                                 | Александр Алферов | Судьи: Андрей Свиргун Иван Тютнев Линейные судьи: Павел Филимонов Борис Кузьмин |  |
| | Голы: |                                                         | | Судьи: Андрей Свиргун Иван Тютнев Линейные судьи: Павел Филимонов Борис Кузьмин |  |
| Данила Слесарев 4:30 Даниил Акиньшин (Евгений Шевчук, Сергей Иванов) (бол.) 11:36 Александр Константинов (Александр Николишин, Андрей Кувшинов) 19:12 Владислав Мозжаков (Данила Слесарев) (бол.) 44:54                                                                        | 1 — 0 2 — 0 3 — 0 3 — 1 4 — 1 | 32:48 Василий Анискин (Никита Воронин, Александр Янчук) | | Судьи: Андрей Свиргун Иван Тютнев Линейные судьи: Павел Филимонов Борис Кузьмин |  |
| | |                                                         | | Судьи: Андрей Свиргун Иван Тютнев Линейные судьи: Павел Филимонов Борис Кузьмин |  |
| | |                                                         | | Судьи: Андрей Свиргун Иван Тютнев Линейные судьи: Павел Филимонов Борис Кузьмин |  |
| | |                                                         | | Судьи: Андрей Свиргун Иван Тютнев Линейные судьи: Павел Филимонов Борис Кузьмин |  |
| 45 мин | Штраф | 41 мин                                                  | | Судьи: Андрей Свиргун Иван Тютнев Линейные судьи: Павел Филимонов Борис Кузьмин |  |
| | |                                                         | | |  |
| | 37 | Броски                                                  | 22 | |  |
| | |                                                         | | |  |
| | Олег Рудаков | Тренер                                                  | Игорь Жилинский | |  |
| А. Князев, А. Кувшинов, Н. Букия, В. Пантыкин, А. Константинов, Е. Шевчук, К. Комаров, А. Шипилов, В . Кальной, Д. Горохов, И. Крылов, Р. Горбачёв, Д. Слесарев, В. Мозжаков, С. Иванов, А. Николишин, Д. Акиньшин, К. Кудренко, Р. Рубцов, А. Яцына, Д.Кузнецов, А. Белозёров | А. Князев, А. Кувшинов, Н. Букия, В. Пантыкин, А. Константинов, Е. Шевчук, К. Комаров, А. Шипилов, В . Кальной, Д. Горохов, И. Крылов, Р. Горбачёв, Д. Слесарев, В. Мозжаков, С. Иванов, А. Николишин, Д. Акиньшин, К. Кудренко, Р. Рубцов, А. Яцына, Д.Кузнецов, А. Белозёров | Состав                                                  | Э. Хасанов, Д. Фёдоров, В. Анискин, Р. Миргалиев, Н. Самойлов, А. Дьяков, Т. Равилов, М. Кашапов, Р. Савушкин, Д. Валов, А. Цайслер, Т. Гайнуллин, А. Янчук, И. Игнатенко, И. Игнатенко, А. Алферов, В. Вершинин, В. Игнатенко, Н. Воронин, А. Шалов, Р. Гайсин, М.Хафизов. | Э. Хасанов, Д. Фёдоров, В. Анискин, Р. Миргалиев, Н. Самойлов, А. Дьяков, Т. Равилов, М. Кашапов, Р. Савушкин, Д. Валов, А. Цайслер, Т. Гайнуллин, А. Янчук, И. Игнатенко, И. Игнатенко, А. Алферов, В. Вершинин, В. Игнатенко, Н. Воронин, А. Шалов, Р. Гайсин, М.Хафизов. |  |

| 9 апреля 2015 19:00 | Россошь | 3 : 2 (1:0, 1:2, 1:0) | Батыр | ДС «Юбилейный», Воронеж Зрителей: 1700 |

| Отчёт | Отчёт | Отчёт | Отчёт | Отчёт |  |
| --- | --- | --- | --- | --- |  |
| | | | | |  |
| | Виталий Пантыкин | Вратари                                                                                                   | Дмитрий Валов | Судьи: Андрей Свиргун Иван Тютнев Линейные судьи: Павел Филимонов Борис Кузьмин |  |
| | Голы: | | | Судьи: Андрей Свиргун Иван Тютнев Линейные судьи: Павел Филимонов Борис Кузьмин |  |
| Сергей Иванов (Алексей Князев) (бол.) 15:05 Данила Слесарев (Виктор Кальной) 34:20 Алексей Князев (Даниил Акиньшин) (бол.) 46:20 | 1 — 0 1 — 1 2 — 1 2 — 2 3 — 2 | 30:40 Тимерхан Гайнуллин (Марат Кашапов, Никита Воронин) (бол.) 34:58 Никита Воронин (Тимерхан Гайнуллин) | | Судьи: Андрей Свиргун Иван Тютнев Линейные судьи: Павел Филимонов Борис Кузьмин |  |
| | | | | Судьи: Андрей Свиргун Иван Тютнев Линейные судьи: Павел Филимонов Борис Кузьмин |  |
| | | | | Судьи: Андрей Свиргун Иван Тютнев Линейные судьи: Павел Филимонов Борис Кузьмин |  |
| | | | | Судьи: Андрей Свиргун Иван Тютнев Линейные судьи: Павел Филимонов Борис Кузьмин |  |
| 6 мин | Штраф | 14 мин | | Судьи: Андрей Свиргун Иван Тютнев Линейные судьи: Павел Филимонов Борис Кузьмин |  |
| | | | | |  |
| | 25 | Броски | 39 | |  |
| | | | | |  |
| | Олег Рудаков | Тренер | Игорь Жилинский | |  |
| В. Мудрецов, А. Князев, А. Кувшинов, В. Пантыкин, А. Константинов, К. Комаров, В. Кальной, Д. Горохов, Е. Власов, И. Крылов, Р. Горбачёв, Д. Слесарев, В. Мозжаков, С. Иванов, А. Николишин, Д. Акиньшин, К. Кудренко, А. Лисовой, Р. Рубцов, А. Яцына, Д.Кузнецов, А. Белозёров | В. Мудрецов, А. Князев, А. Кувшинов, В. Пантыкин, А. Константинов, К. Комаров, В. Кальной, Д. Горохов, Е. Власов, И. Крылов, Р. Горбачёв, Д. Слесарев, В. Мозжаков, С. Иванов, А. Николишин, Д. Акиньшин, К. Кудренко, А. Лисовой, Р. Рубцов, А. Яцына, Д.Кузнецов, А. Белозёров | Состав | Э. Хасанов, Д. Фёдоров, Р. Миргалиев, Н. Самойлов, А. Дьяков, Т. Равилов, М. Кашапов, Р. Савушкин, Д. Валов, А. Цайслер, Т. Гайнуллин, А. Янчук, И. Игнатенко, И. Игнатенко, А. Алферов, В. Вершинин, В. Игнатенко, Н. Воронин, А. Шалов, Р. Гайсин, М.Хафизов, В. Хотько | Э. Хасанов, Д. Фёдоров, Р. Миргалиев, Н. Самойлов, А. Дьяков, Т. Равилов, М. Кашапов, Р. Савушкин, Д. Валов, А. Цайслер, Т. Гайнуллин, А. Янчук, И. Игнатенко, И. Игнатенко, А. Алферов, В. Вершинин, В. Игнатенко, Н. Воронин, А. Шалов, Р. Гайсин, М.Хафизов, В. Хотько |  |

### Лучшие игроки 1/2 финала
Лучшим нападающим в третий раз подряд признан Никита Сафронов из учалинского «Горняка». Никита провел 4 матча, забросил 4 шайбы и сделал 2 результативных передачи при показателе полезности +3.
Лучшим защитником становится Никита Воронин, представляющий нефтекамский «Батыр». На его счету 4 матча, 1 заброшенная шайба и 4 результативных передачи при показателе полезности +2.
Лучшим голкипером во второй раз подряд стал Виталий Пантыкин из воронежской «Россоши». Виталий сыграл 4 матча. Коэффициент надежности — 1.92, процент отраженных бросков — 93,7 за игру.

## Финал Кубка Регионов
В полуфинале воронежская команда обыграла нефтекамский «Батыр» со счетом 3:1, а учалинцы с тем же счетом расправились с «Зеленоградом».
«Горняк» провел на одну игру меньше «Россоши», но при этом наколотил аж на десять шайб больше, во многом благодаря действиям лучшего бомбардира плей-офф — Никиты Сафронова, три раза подряд признававшийся лучшим нападающим предыдущих раундов. Правда и пропускали учалинцы чаще, хотя по этому показателю разрыв не такой серьёзный. Из других примечательных пунктов — «Россошь» чаще удаляется и похуже реализует численное большинство, но при этом лучше действует в меньшинстве. Обе команды блестяще играют дома, не потерпев на своих площадках ни одного поражения. Из этого следует, что воронежцам перед поездкой в Учалы следует сполна воспользоваться изменениями в регламенте и постараться выиграть обе домашние встречи. Здорово действует и вратарь «Россоши» Виталий Пантыкин, благодаря которому команда в двух встречах не пропускала. У «Горняка» «сухих» матчей на предыдущих стадиях не было, но в рамке у учалинцев — один из лучших голкиперов Первенства МХЛ Артур Гайдуллин.
В итоге победителем серии и плей-офф Кубка Регионов стала Россошь, обыграв в пяти играх учалинцев (3:2, 2:6, 1:8, 4:0, 3:1).
| 16 апреля 2015 18:00 | Россошь | 3 : 2 (1:1, 0:0, 2:1) | Горняк | ЛД «Россошь», Россошь Зрителей: 602 |

| Отчёт | Отчёт | Отчёт                                                                             | Отчёт | Отчёт |  |
| --- | --- | --------------------------------------------------------------------------------- | --- | --- |  |
| | |                                                                                   | | |  |
| | Виталий Пантыкин | Вратари                                                                           | Артур Гайдуллин | Судьи: Антон Демура Андрей Свиргун Линейные судьи: Борис Кузьмин Павел Филимонов |  |
| | Голы: |                                                                                   | | Судьи: Антон Демура Андрей Свиргун Линейные судьи: Борис Кузьмин Павел Филимонов |  |
| Сергей Иванов (Александр Николишин) 17:44 Никита Букия (Виктор Кальной) 46:00 Сергей Иванов 55:12 | 0 — 1 — 1 2 — 1 2 — 2 3 — 2 | 9:16 Сергей Сурин (мен.) 49:34 Дмитрий Антонов (Евгений Смирнов, Никита Сафронов) | | Судьи: Антон Демура Андрей Свиргун Линейные судьи: Борис Кузьмин Павел Филимонов |  |
| | |                                                                                   | | Судьи: Антон Демура Андрей Свиргун Линейные судьи: Борис Кузьмин Павел Филимонов |  |
| | |                                                                                   | | Судьи: Антон Демура Андрей Свиргун Линейные судьи: Борис Кузьмин Павел Филимонов |  |
| | |                                                                                   | | Судьи: Антон Демура Андрей Свиргун Линейные судьи: Борис Кузьмин Павел Филимонов |  |
| 6 мин | Штраф | 18 мин                                                                            | | Судьи: Антон Демура Андрей Свиргун Линейные судьи: Борис Кузьмин Павел Филимонов |  |
| | |                                                                                   | | |  |
| | 38 | Броски                                                                            | 18 | |  |
| | |                                                                                   | | |  |
| | Олег Рудаков | Тренер                                                                            | Владимир Герасимов | |  |
| В. Мудрецов, А. Князев, А. Кувшинов, Н. Букия, В. Пантыкин, А. Константинов, Е. Шевчук, К. Комаров, А. Шипилов, В. Кальной, Д. Горохов, И. Крылов, Р. Горбачёв, Д. Слесарев, В. Мозжаков, С. Иванов, А. Николишин, Д. Акиньшин, Р. Рубцов, А. Яцына, Д. Кузнецов, А. Белозёров | В. Мудрецов, А. Князев, А. Кувшинов, Н. Букия, В. Пантыкин, А. Константинов, Е. Шевчук, К. Комаров, А. Шипилов, В. Кальной, Д. Горохов, И. Крылов, Р. Горбачёв, Д. Слесарев, В. Мозжаков, С. Иванов, А. Николишин, Д. Акиньшин, Р. Рубцов, А. Яцына, Д. Кузнецов, А. Белозёров | Состав                                                                            | А. Гайдуллин, Е. Шалапов, Р. Мухаметзянов, Э. Кадырметов, С. Сурин, А. Наговицын, Е. Смирнов, В. Буряк, А. Кошелев, Р. Роднин, А. Нечкин, И. Рогалёв, Ш. Фаттахов, Е. Озолин, Д. Муратов, Д. Антонов, А. Долгушев, А. Хасанов, Д. Цапаев, Р. Муратов, Н. Сафронов | А. Гайдуллин, Е. Шалапов, Р. Мухаметзянов, Э. Кадырметов, С. Сурин, А. Наговицын, Е. Смирнов, В. Буряк, А. Кошелев, Р. Роднин, А. Нечкин, И. Рогалёв, Ш. Фаттахов, Е. Озолин, Д. Муратов, Д. Антонов, А. Долгушев, А. Хасанов, Д. Цапаев, Р. Муратов, Н. Сафронов |  |

Лучшие игроки встречи: Алексей Князев (Россошь) и Дмитрий Антонов (Горняк)
| 17 апреля 2015 18:00 | Россошь | 2 : 6 (2:2, 0:1, 0:3) | Горняк | ЛД «Россошь», Россошь Зрителей: 615 |

| Отчёт | Отчёт | Отчёт | Отчёт | Отчёт |  |
| --- | --- | --- | --- | --- |  |
| | | | | |  |
| | Виталий Пантыкин | Вратари | Артур Гайдуллин | Судьи: Антон Демура Андрей Свиргун Линейные судьи: Борис Кузьмин Павел Филимонов |  |
| | Голы: | | | Судьи: Антон Демура Андрей Свиргун Линейные судьи: Борис Кузьмин Павел Филимонов |  |
| Даниил Акиньшин (Евгений Шевчук, Данила Слесарев) (бол.) Алексей Князев 17:49 | 0 — 1 — 1 1 — 2 — 2 2 — 3 2 — 4 2 — 5 2 — 6 | 4:09 Егор Озолин (Евгений Смирнов, Дмитрий Антонов) (бол.) 15:09 Дмитрий Антонов (бол.) 30:19 Никита Сафронов (Дмитрий Цапаев) 43:29 Сергей Сурин (Виталий Буряк) 45:45 Егор Озолин (Дмитрий Антонов) (бол.) 58:10 Никита Сафронов (Рафаэль Мухаметзянов, Анатолий Наговицын) | | Судьи: Антон Демура Андрей Свиргун Линейные судьи: Борис Кузьмин Павел Филимонов |  |
| | | | | Судьи: Антон Демура Андрей Свиргун Линейные судьи: Борис Кузьмин Павел Филимонов |  |
| | | | | Судьи: Антон Демура Андрей Свиргун Линейные судьи: Борис Кузьмин Павел Филимонов |  |
| | | | | Судьи: Антон Демура Андрей Свиргун Линейные судьи: Борис Кузьмин Павел Филимонов |  |
| 38 мин | Штраф | 16 мин | | Судьи: Антон Демура Андрей Свиргун Линейные судьи: Борис Кузьмин Павел Филимонов |  |
| | | | | |  |
| | 35 | Броски | 25 | |  |
| | | | | |  |
| | Олег Рудаков | Тренер | Владимир Герасимов | |  |
| В. Мудрецов, А. Князев, А. Егоров, А. Кувшинов, Н. Букия, В. Пантыкин, А. Константинов, Е. Шевчук, В . Кальной , Д. Горохов, Е. Власов, И. Крылов, Р. Горбачёв, Д. Слесарев, В. Мозжаков, С. Иванов, А. Николишин, Д. Акиньшин, Р. Рубцов, А. Яцына, Д. Кузнецов, А. Белозёров | В. Мудрецов, А. Князев, А. Егоров, А. Кувшинов, Н. Букия, В. Пантыкин, А. Константинов, Е. Шевчук, В . Кальной , Д. Горохов, Е. Власов, И. Крылов, Р. Горбачёв, Д. Слесарев, В. Мозжаков, С. Иванов, А. Николишин, Д. Акиньшин, Р. Рубцов, А. Яцына, Д. Кузнецов, А. Белозёров | Состав | А. Гайдуллин, Е. Шалапов, Р. Мухаметзянов, Э. Кадырметов, С. Сурин, А. Наговицын, Е. Смирнов, В. Буряк, А. Кошелев, Р. Роднин, И. Рогалёв, Ш. Фаттахов, Е. Озолин, Д. Муратов, Д. Антонов, М. Бабинчук, А. Долгушев, А. Хасанов, Д. Цапаев, Д. Файрушин, Н. Сафронов | А. Гайдуллин, Е. Шалапов, Р. Мухаметзянов, Э. Кадырметов, С. Сурин, А. Наговицын, Е. Смирнов, В. Буряк, А. Кошелев, Р. Роднин, И. Рогалёв, Ш. Фаттахов, Е. Озолин, Д. Муратов, Д. Антонов, М. Бабинчук, А. Долгушев, А. Хасанов, Д. Цапаев, Д. Файрушин, Н. Сафронов |  |

Лучшие игроки встречи: Даниил Акиньшин (Россошь) и Егор Озолин (Горняк)
| 20 апреля 2015 16:30 | Горняк | 8 : 1 (2:0, 3:0, 2:1) | Россошь | Ледовая Арена «Горняк», Учалы Зрителей: 1058 |

| Отчёт | Отчёт | Отчёт                               | Отчёт | Отчёт |  |
| --- | --- | ----------------------------------- | --- | --- |  |
| | |                                     | | |  |
| | Артур Гайдуллин | Вратари                             | Виталий Пантыкин Илья Крылов | Судьи: Антон Кислов Артём Закиров |  |
| | Голы: |                                     | | Судьи: Антон Кислов Артём Закиров |  |
| Шамиль Фаттахов (Сергей Сурин) 4:10 Евгений Смирнов (Дмитрий Антонов, Никита Сафронов) 10:11 Дмитрий Антонов (Евгений Смирнов, Никита Сафронов) 23:31 Дмитрий Антонов (Никита Сафронов) (бол.) 29:32 Никита Сафронов (Дмитрий Антонов, Дмитрий Цапаев) (бол.) 29:47 Сергей Сурин (Шамиль Фаттахов, Александр Долгушев) 45:36 Никита Сафронов (Александр Долгушев) 47:21 Эмиль Кадырметов (Рафаэль Мухаметзянов, Виталий Буряк) 59:07 | 1 — 0 2 — 0 3 — 0 4 — 0 5 — 0 6 — 0 7 — 0 7 — 1 8 — 1 | 57:56 Виктор Кальной (Никита Букия) | | Судьи: Антон Кислов Артём Закиров |  |
| | |                                     | | Судьи: Антон Кислов Артём Закиров |  |
| | |                                     | | Судьи: Антон Кислов Артём Закиров |  |
| | |                                     | | Судьи: Антон Кислов Артём Закиров |  |
| 10 мин | Штраф | 26 мин                              | | Судьи: Антон Кислов Артём Закиров |  |
| | |                                     | | |  |
| | 25 | Броски                              | 20 | |  |
| | |                                     | | |  |
| | Владимир Герасимов | Тренер                              | Олег Рудаков | |  |
| А. Гайдуллин, Е. Шалапов, Р. Мухаметзянов, Э. Кадырметов, С. Сурин, А. Наговицын, Е. Смирнов, В. Буряк, А. Кошелев, Р. Роднин, И. Рогалёв, Ш. Фаттахов, Е. Озолин, Д. Муратов, Д. Антонов, М. Бабинчук, А. Долгушев, А. Хасанов, Д. Цапаев, Д. Файрушин, Н. Сафронов | А. Гайдуллин, Е. Шалапов, Р. Мухаметзянов, Э. Кадырметов, С. Сурин, А. Наговицын, Е. Смирнов, В. Буряк, А. Кошелев, Р. Роднин, И. Рогалёв, Ш. Фаттахов, Е. Озолин, Д. Муратов, Д. Антонов, М. Бабинчук, А. Долгушев, А. Хасанов, Д. Цапаев, Д. Файрушин, Н. Сафронов | Состав                              | В. Мудрецов, А. Князев, А. Кувшинов, Н. Букия, В. Пантыкин, А. Константинов, Е. Шевчук, К. Комаров, В . Кальной , Д. Горохов, Е. Власов, И. Крылов, Р. Горбачёв, Д. Слесарев, В. Мозжаков, С. Иванов, А. Николишин, Д. Акиньшин, Р. Рубцов, А. Яцына, Д. Кузнецов, А. Белозёров | В. Мудрецов, А. Князев, А. Кувшинов, Н. Букия, В. Пантыкин, А. Константинов, Е. Шевчук, К. Комаров, В . Кальной , Д. Горохов, Е. Власов, И. Крылов, Р. Горбачёв, Д. Слесарев, В. Мозжаков, С. Иванов, А. Николишин, Д. Акиньшин, Р. Рубцов, А. Яцына, Д. Кузнецов, А. Белозёров |  |

| 21 апреля 2015 16:30 | Горняк | 0 : 4 (0:0, 0:2, 0:2) | Россошь | Ледовая Арена «Горняк», Учалы Зрителей: 1258 |

| Отчёт | Отчёт | Отчёт | Отчёт | Отчёт |  |
| --- | --- | --- | --- | --- |  |
| | | | | |  |
| | Артур Гайдуллин Иван Рогалёв | Вратари | Илья Крылов | Судьи: Антон Кислов Артём Закиров |  |
| | Голы: | | | Судьи: Антон Кислов Артём Закиров |  |
| | 0 — 1 0 — 2 0 — 3 0 — 4 | 27:24 Даниил Акиньшин (Алексей Князев, Евгений Шевчук) 29:04 Александр Николишин (Роман Горбачёв) 40:09 Даниил Акиньшин 49:43 Константин Комаров (Александр Николишин) | | Судьи: Антон Кислов Артём Закиров |  |
| | | | | Судьи: Антон Кислов Артём Закиров |  |
| | | | | Судьи: Антон Кислов Артём Закиров |  |
| | | | | Судьи: Антон Кислов Артём Закиров |  |
| 44 мин | Штраф | 35 мин | | Судьи: Антон Кислов Артём Закиров |  |
| | | | | |  |
| | 17 | Броски | 24 | |  |
| | | | | |  |
| | Владимир Герасимов | Тренер | Олег Рудаков | |  |
| А. Гайдуллин, Е. Шалапов, Р. Мухаметзянов, Э. Кадырметов, С. Сурин, А. Наговицын, Е. Смирнов, В. Буряк, А. Кошелев, Р. Роднин, И. Рогалёв, Ш. Фаттахов, А. Банников, Е. Озолин, Д. Муратов, Д. Антонов, М. Бабинчук, А. Долгушев, А. Хасанов, Д. Цапаев, Н. Сафронов | А. Гайдуллин, Е. Шалапов, Р. Мухаметзянов, Э. Кадырметов, С. Сурин, А. Наговицын, Е. Смирнов, В. Буряк, А. Кошелев, Р. Роднин, И. Рогалёв, Ш. Фаттахов, А. Банников, Е. Озолин, Д. Муратов, Д. Антонов, М. Бабинчук, А. Долгушев, А. Хасанов, Д. Цапаев, Н. Сафронов | Состав | В. Мудрецов, А. Князев, А. Кувшинов, Н. Букия, В. Пантыкин, А. Константинов, Е. Шевчук, К. Комаров, А. Шипилов, В . Кальной , Д. Горохов, И. Крылов, Р. Горбачёв, Д. Слесарев, В. Мозжаков, С. Иванов, А. Николишин, Д. Акиньшин, А. Лисовой, Р. Рубцов, А. Яцына, Д. Кузнецов | В. Мудрецов, А. Князев, А. Кувшинов, Н. Букия, В. Пантыкин, А. Константинов, Е. Шевчук, К. Комаров, А. Шипилов, В . Кальной , Д. Горохов, И. Крылов, Р. Горбачёв, Д. Слесарев, В. Мозжаков, С. Иванов, А. Николишин, Д. Акиньшин, А. Лисовой, Р. Рубцов, А. Яцына, Д. Кузнецов |  |

| 23 апреля 2015 16:30 | Горняк | 1 : 3 (0:0, 1:2, 0:1) | Россошь | Ледовая Арена «Горняк», Учалы Зрителей: 1450 |

| Отчёт | Отчёт | Отчёт | Отчёт | Отчёт |  |
| --- | --- | --- | --- | --- |  |
| | | | | |  |
| | Артур Гайдуллин Иван Рогалёв | Вратари | Илья Крылов | Судьи: Яков Моношков Максим Коваленко Линейные судьи: Яков Полей Илья Кирюшкин |  |
| | Голы: | | | Судьи: Яков Моношков Максим Коваленко Линейные судьи: Яков Полей Илья Кирюшкин |  |
| Шамиль Фаттахов (Сергей Сурин, Анатолий Наговицын) 28:52 | 0 — 1 — 1 1 — 2 1 — 3 | 23:08 Алексей Князев (Даниил Акиньшин) 30:34 Евгений Шевчук (Сергей Иванов, Даниил Акиньшин) 46:55 Александр Николишин (Андрей Кувшинов) (бол.) | | Судьи: Яков Моношков Максим Коваленко Линейные судьи: Яков Полей Илья Кирюшкин |  |
| | | | | Судьи: Яков Моношков Максим Коваленко Линейные судьи: Яков Полей Илья Кирюшкин |  |
| | | | | Судьи: Яков Моношков Максим Коваленко Линейные судьи: Яков Полей Илья Кирюшкин |  |
| | | | | Судьи: Яков Моношков Максим Коваленко Линейные судьи: Яков Полей Илья Кирюшкин |  |
| 4 мин | Штраф | 8 мин | | Судьи: Яков Моношков Максим Коваленко Линейные судьи: Яков Полей Илья Кирюшкин |  |
| | | | | |  |
| | 16 | Броски | 26 | |  |
| | | | | |  |
| | Владимир Герасимов | Тренер | Олег Рудаков | |  |
| А. Гайдуллин, Е. Шалапов, Р. Мухаметзянов, Э. Кадырметов, С. Сурин, А. Наговицын, Е. Смирнов, В. Буряк, Р. Роднин, И. Рогалёв, Ш. Фаттахов, А. Банников, Е. Озолин, Д. Муратов, Д. Антонов, М. Бабинчук, А. Долгушев, А. Хасанов, Д. Цапаев, Д. Файрушин, Н. Сафронов | А. Гайдуллин, Е. Шалапов, Р. Мухаметзянов, Э. Кадырметов, С. Сурин, А. Наговицын, Е. Смирнов, В. Буряк, Р. Роднин, И. Рогалёв, Ш. Фаттахов, А. Банников, Е. Озолин, Д. Муратов, Д. Антонов, М. Бабинчук, А. Долгушев, А. Хасанов, Д. Цапаев, Д. Файрушин, Н. Сафронов | Состав | В. Мудрецов, А. Князев, А. Кувшинов, Н. Букия, В. Пантыкин, А. Константинов, Е. Шевчук, К. Комаров, А. Шипилов, В . Кальной , Д. Горохов, И. Крылов, Р. Горбачёв, В. Мозжаков, С. Иванов, А. Николишин, Д. Акиньшин, А. Лисовой, Р. Рубцов, А. Яцына, Д. Кузнецов, А. Белозёров | В. Мудрецов, А. Князев, А. Кувшинов, Н. Букия, В. Пантыкин, А. Константинов, Е. Шевчук, К. Комаров, А. Шипилов, В . Кальной , Д. Горохов, И. Крылов, Р. Горбачёв, В. Мозжаков, С. Иванов, А. Николишин, Д. Акиньшин, А. Лисовой, Р. Рубцов, А. Яцына, Д. Кузнецов, А. Белозёров |  |

## Статистика игроков
Жирным выделены лучшие игроки в своей номинации.
| Полевые игроки | Полевые игроки      | Полевые игроки | Полевые игроки |
| -------------- | ------------------- | -------------- | -------------- |
| Бомбардиры     |                     |                |                |
| #              | Игрок               | Команда        | Очки           |
| 1              | Никита Сафронов     | Горняк         | 33             |
| 2              | Дмитрий Антонов     | Горняк         | 31             |
| 3              | Сергей Сурин        | Горняк         | 21             |
| 4              | Даниил Акиньшин     | Россошь        | 21             |
| 5              | Алексей Князев      | Россошь        | 20             |
| Снайперы       |                     |                |                |
| #              | Игрок               | Команда        | Голы           |
| 1              | Никита Сафронов     | Горняк         | 17             |
| 2              | Андрей Белозёров    | Мечел          | 8              |
| 3              | Сергей Сурин        | Горняк         | 8              |
| 4              | Дмитрий Антонов     | Горняк         | 8              |
| 5              | Даниил Акиньшин     | Россошь        | 7              |
| Ассистенты     |                     |                |                |
| #              | Игрок               | Команда        | Пасы           |
| 1              | Дмитрий Антонов     | Горняк         | 15             |
| 2              | Алексей Князев      | Россошь        | 12             |
| 3              | Александр Николишин | Россошь        | 11             |
| 4              | Анатолий Наговицын  | Горняк         | 10             |
| 5              | Сергей Иванов       | Россошь        | 10             |
| Плюс-Минус     |                     |                |                |
| #              | Игрок               | Команда        | +/-            |
| 1              | Дмитрий Антонов     | Горняк         | 17             |
| 2              | Никита Сафронов     | Горняк         | 15             |
| 3              | Егор Шалапов        | Горняк         | 15             |
| 4              | Андрей Банников     | Горняк         | 13             |
| 5              | Алексей Князев      | Россошь        | 12             |

| По количеству штрафов                                            |                    |                   |      |
| #                                                                | Игрок              | Команда           | Штр  |
| 1                                                                | Станислав Колотвин | СКА-Варяги        | 54   |
| 2                                                                | Илья Захаров       | Красноярские Рыси | 50   |
| 3                                                                | Дмитрий Рыжков     | Юниор-Спутник     | 40   |
| 4                                                                | Дмитрий Кузнецов   | Россошь           | 39   |
| 5                                                                | Павел Новожилов    | СКА-Варяги        | 38   |
| По количеству победных голов                                     |                    |                   |      |
| #                                                                | Игрок              | Команда           | ШП   |
| 1                                                                | Никита Сафронов    | Горняк            | 3    |
| 2                                                                | Денис Фёдоров      | Батыр             | 2    |
| 3                                                                | Илья Назаров       | Локо-Юниор        | 2    |
| 4                                                                | Даниил Акиньшин    | Россошь           | 1    |
| 5                                                                | Алексей Князев     | Россошь           | 1    |
| Вратари                                                          |                    |                   |      |
| По % отраженных бросков                                          |                    |                   |      |
| #                                                                | Игрок              | Команда           | %ОБ  |
| 1                                                                | Иван Рогалёв       | Горняк            | 98.7 |
| 2                                                                | Семён Рябов        | Зеленоград        | 94.3 |
| 3                                                                | Максим Сидоров     | Локо-Юниор        | 94   |
| 4                                                                | Виталий Пантыкин   | Россошь           | 94   |
| 5                                                                | Вадим Мищук        | Жальгирис         | 93.4 |
| По пропущенным шайбам в среднем за игру (коэффициент надёжности) |                    |                   |      |
| #                                                                | Игрок              | Команда           | КН   |
| 1                                                                | Иван Рогалёв       | Горняк            | 0.38 |
| 2                                                                | Виталий Пантыкин   | Россошь           | 1.34 |
| 3                                                                | Максим Сидоров     | Локо-Юниор        | 1.54 |
| 4                                                                | Александр Алферов  | Батыр             | 1.64 |
| 5                                                                | Данил Кудашев      | Локо-Юниор        | 1.74 |

## Итоговая таблица
| М     | Команда           | Игр | В  | ВОТ | ВБ | ПБ | ПОТ | П  | ГЗ | ГП | +/- |
| ----- | ----------------- | --- | -- | --- | -- | -- | --- | -- | -- | -- | --- |
|       | Россошь           | 17  | 12 | 0   | 0  | 2  | 0   | 3  | 62 | 38 | +24 |
|       | Горняк            | 16  | 11 | 0   | 0  | 0  | 0   | 5  | 76 | 36 | +40 |
|       | Батыр             | 11  | 6  | 0   | 1  | 0  | 0   | 4  | 41 | 33 | +8  |
|       | Зеленоград        | 12  | 4  | 1   | 2  | 0  | 0   | 5  | 28 | 27 | +1  |
| 5     | Мечел             | 8   | 3  | 1   | 0  | 0  | 0   | 4  | 26 | 28 | -2  |
| 6     | Локо-Юниор        | 8   | 5  | 0   | 0  | 2  | 1   | 0  | 24 | 16 | +8  |
| 7     | Юниор-Спутник     | 7   | 3  | 0   | 0  | 0  | 0   | 4  | 23 | 31 | -8  |
| 8     | СКА-Варяги        | 8   | 4  | 0   | 0  | 0  | 0   | 4  | 17 | 18 | -1  |
| 9     | Дмитров           | 4   | 1  | 0   | 0  | 0  | 0   | 3  | 6  | 12 | -6  |
| 10-11 | Алтайские Беркуты | 4   | 1  | 0   | 0  | 0  | 0   | 3  | 13 | 17 | -4  |
| 10-11 | Жальгирис         | 3   | 0  | 0   | 0  | 0  | 0   | 3  | 3  | 10 | -7  |
| 12-13 | Ракета            | 3   | 0  | 0   | 0  | 0  | 0   | 3у | 6  | 14 | -8  |
| 12-13 | Молот             | 3   | 0  | 0   | 0  | 0  | 0   | 3  | 7  | 17 | -10 |
| 14    | Спутник           | 4   | 1  | 0   | 0  | 0  | 1   | 2  | 14 | 15 | -1  |
| 15-16 | Красноярские Рыси | 4   | 1  | 0   | 0  | 0  | 0   | 3  | 9  | 27 | -18 |
| 15-16 | Брянск            | 4   | 0  | 0   | 1  | 0  | 0   | 3  | 8  | 23 | -15 |

## Статистика турнира

### Лучшие игроки по раундам
| Раунд      | Вратарь                      | Защитник                     | Нападающий                 |
| ---------- | ---------------------------- | ---------------------------- | -------------------------- |
| 1/8 финала | Семён Рябов («Зеленоград»)   | Евгений Шевчук («Россошь»)   | Никита Сафронов («Горняк») |
| 1/4 финала | Виталий Пантыкин («Россошь») | Артём Смирнов («Локо-Юниор») | Никита Сафронов («Горняк») |
| 1/2 финала | Виталий Пантыкин («Россошь») | Никита Воронин («Батыр»)     | Никита Сафронов («Горняк») |
| Финал      |                              |                              |                            |

### Посещаемость турнира

#### Самые посещаемые матчи
| №  | Дата      | Хозяева           | Гости         | Счёт  | Зрителей | Стадион, город                                     |
| -- | --------- | ----------------- | ------------- | ----- | -------- | -------------------------------------------------- |
| 1  | 8 апреля  | Россошь           | Батыр         | 4 : 1 | 1700     | ДС «Юбилейный», Воронеж                            |
| 1  | 9 апреля  | Россошь           | Батыр         | 3 : 2 | 1700     | ДС «Юбилейный», Воронеж                            |
| 2  | 23 апреля | Горняк            | Россошь       | 1 : 3 | 1450     | Ледовая арена «Горняк», Учалы                      |
| 3  | 21 апреля | Горняк            | Россошь       | 0 : 4 | 1258     | Ледовая арена «Горняк», Учалы                      |
| 4  | 14 марта  | Дмитров           | СКА-Варяги    | 0 : 4 | 1205     | СК «Дмитров», Дмитров                              |
| 5  | 9 марта   | СКА-Варяги        | Дмитров       | 4 : 2 | 1100     | Ледовая арена «Хорс», Посёлок им. Морозова         |
| 5  | 9 марта   | Ракета            | Локо-Юниор    | 2 : 4 | 1100     | ЛД «Саров», Саров                                  |
| 5  | 10 марта  | Ракета            | Локо-Юниор    | 3 : 5 | 1100     | ЛД «Саров», Саров                                  |
| 6  | 20 апреля | Горняк            | Россошь       | 8 : 1 | 1058     | Ледовая арена «Горняк», Учалы                      |
| 7  | 9 апреля  | Горняк            | Зеленоград    | 4 : 2 | 978      | Ледовая арена «Горняк», Учалы                      |
| 8  | 13 марта  | Дмитров           | СКА-Варяги    | 2 : 1 | 954      | СК «Дмитров», Дмитров                              |
| 9  | 9 марта   | Алтайские Беркуты | Юниор-Спутник | 9 : 2 | 900      | Дворец зрелищ и спорта имени Г. С. Титова, Барнаул |
| 10 | 22 марта  | СКА-Варяги        | Россошь       | 1 : 2 | 900      | Ледовая арена «Хорс», Посёлок им. Морозова         |

#### Посещаемость команд

##### Домашние матчи
| №  | Команда           | Игры | Всего зрителей | Средняя посещаемость | Стадион, город                                     |
| -- | ----------------- | ---- | -------------- | -------------------- | -------------------------------------------------- |
| 1  | Ракета            | 2    | 2 200          | 1 100                | ЛД «Саров», Саров                                  |
| 2  | Дмитров           | 2    | 2 159          | 1 079.5              | СК «Дмитров», Дмитров                              |
| 3  | Горняк            | 8    | 7 966          | 995.75               | Ледовая арена «Горняк», Учалы                      |
| 4  | Алтайские Беркуты | 2    | 1 700          | 850                  | Дворец зрелищ и спорта имени Г. С. Титова, Барнаул |
| 5  | СКА-Варяги        | 4    | 3 370          | 842.5                | Ледовая арена «Хорс», Посёлок им. Морозова         |
| 6  | Россошь           | 8    | 6 662          | 832.75               | ЛД «Россошь», Россошь ДС «Юбилейный», Воронеж      |
| 7  | Красноярские Рыси | 2    | 1 600          | 800                  | МСК «Арена Север», Красноярск                      |
| 8  | Брянск            | 2    | 1 200          | 600                  | ЛД в Володарском районе, Брянск                    |
| 9  | Зеленоград        | 5    | 2 350          | 470                  | ЛДС «Зеленоград»                                   |
| 10 | Мечел             | 4    | 1 725          | 431.25               | ДС «Мечел», Челябинск                              |
| 11 | Юниор-Спутник     | 4    | 1 650          | 412.5                | ЛДС им. В. К. Сотникова, Нижний Тагил              |
| 12 | Батыр             | 5    | 2 000          | 400                  | ЛДС «Нефтекамск», Нефтекамск                       |
| 13 | Локо-Юниор        | 4    | 1 300          | 325                  | ДС «Торпедо», Ярославль                            |
| 14 | Жальгирис         | 2    | 630            | 315                  | ЛД «Электренай», Электренай                        |
| 15 | Спутник           | 2    | 426            | 213                  | ДС «Юбилейный», Альметьевск                        |
| 16 | Молот             | 2    | 250            | 125                  | ДС «Молот», Пермь                                  |

##### Гостевые матчи
| №  | Команда           | Игры | Всего зрителей | Средняя посещаемость |
| -- | ----------------- | ---- | -------------- | -------------------- |
| 1  | Дмитров           | 2    | 1870           | 935                  |
| 2  | Россошь           | 9    | 7 566          | 840.67               |
| 3  | Юниор-Спутник     | 3    | 2 537          | 845.67               |
| 4  | СКА-Варяги        | 4    | 3 199          | 799.75               |
| 5  | Локо-Юниор        | 4    | 3 100          | 775                  |
| 6  | Красноярские Рыси | 2    | 1 529          | 764.5                |
| 7  | Батыр             | 6    | 4 570          | 761.66               |
| 8  | Горняк            | 8    | 4 837          | 604.63               |
| 9  | Брянск            | 2    | 1 005          | 502.5                |
| 10 | Зеленоград        | 7    | 3 464          | 494.85               |
| 11 | Жальгирис         | 1    | 450            | 450                  |
| 12 | Спутник           | 2    | 805            | 402.5                |
| 13 | Молот             | 2    | 700            | 350                  |
| 14 | Алтайские Беркуты | 2    | 630            | 315                  |
| 15 | Ракета            | 1    | 300            | 300                  |
| 16 | Мечел             | 4    | 976            | 244                  |